# Israel
Statul Israel (în ebraică מדינת ישראל, Medinat Israel,מדינת ישראלⓘ; în arabă دولة إسرائيل, Dawlat Israil) este o republică parlamentară localizată în Orientul Mijlociu de-a lungul malului de est al Mării Mediterane. Se învecinează cu Libanul în nord, Siria în nord-est, Iordania și Cisiordania în est, Egipt și Fâșia Gaza la sud-vest și conține caracteristici din punct de vedere geografic diverse în suprafața sa relativ mică. Conform cu legislația israeliană, capitala țării este din anul 1949 orașul Ierusalim, dar aproape toate celelalte țări nu o recunosc ca atare, întreținând misiuni diplomatice la Tel Aviv.  Israelul este definit, în „Declarația de Independență” și în legile lui de bază, ca un „stat evreiesc și democratic” și este singurul stat din lume unde evreii sunt majoritari. Este împărțit în 6 districte.
În urma adoptării planului de împărțire a Palestinei din 1947 al Organizației Națiunilor Unite, pe data de 14 mai, 1948, odată cu expirarea Mandatului britanic pentru Palestina, David Ben-Gurion, președintele Organizației Sioniste și al Agenției Evreiești pentru Palestina, a proclamat independența Statului Israel în cadrul liniilor de împărțire teritorială cuprinse în decizia ONU. Liga Arabă și organizațiile palestiniene au respins atât decizia ONU de împărțire, cât și proclamarea unilaterală a independenței Israelului. Șase state arabe au declanșat cu Războiul arabo-israelian din 1948 lungul Conflict arabo-israelian, care avea ca scop distrugerea Israelului și „aruncarea evreilor în mare”. Ca urmare a rezultatelor războiului arabo-israelian din 1948-1949, teritoriul care ar fi trebuit, după hotărârea ONU (neacceptată de partea arabă), să revină unui stat arab palestinian, a fost, în cele din urmă, împărțit între Israel și două state arabe beligerante, Transiordania și Egiptul. În urma acordurilor de armistițiu încheiate în urma Războiului de Șase Zile din iunie 1967, porțiuni din teritoriile ocupate în acest conflict de către Israel - Ierusalimul de Est inclusiv Orașul vechi, Cisiordania, Peninsula Sinai, Fâșia Gaza și Înălțimile Golan, - au intrat in controlul Israelului. Peninsula Sinai a fost retrocedată Egiptului în urma unui tratat de pace, dar celelalte granițe încă nu au fost definite. Multe state consideră linia de încetare a focului din 1949 (armistițiul din 1949), așa numita „Linie verde”, ca o graniță temporară a Israelului, iar teritoriile ocupate de Israel în cursul războiului din iunie 1967, ca „teritoriile ocupate”.
Populația din Israel - conform Biroului Central de Statistică israelian - care include toți cetățenii sau resortisanții, dar nu și muncitorii străini, în interiorul Israelului în sine și în așezările israeliene din „teritoriile ocupate”, a fost estimată în septembrie 2019 la 9.092.000 de oameni, dintre care 6.744.200 sunt evrei. Cetățenii arabi, al doilea grup etnic ca mărime, include atât musulmani cât și creștini. Alte minorități sunt druzi, cerchezi, samariteni și armeni. La sfârșitul anului 2005, 93% din populația arabă din Ierusalimul de Est au căpătat statut de rezidență permanentă și 5% au avut cetățenie israeliană. În înălțimile Golan, druzii au dreptul să aleagă între cetățenia israeliană și cea siriană.
Israelul este o țară dezvoltată și o democrație reprezentativă, cu un sistem parlamentar și vot universal. Prim-ministrul Israelului servește ca șef al guvernului, iar Knessetul, cu cei 120 de membri, servește ca organism legislativ unicameral.
Israelul este una dintre țările cu cea mai mare speranță de viață din lume.
Pe plan economic, deși țara era lipsită, până nu demult, de resurse naturale (în anii 2011-2012 s-au descoperit rezerve de gaze naturale în aria maritimă mediterană aparținând Israelului) în 2023 produsul intern brut nominal (PIB) israelian s-a situat pe locul 29 din lume și locul 13 în PIB pe cap de locuitor.  Statul are un indice foarte mare în clasamentul Indicelui Dezvoltării Umane. În 2010, Israelul a aderat la OCDE.

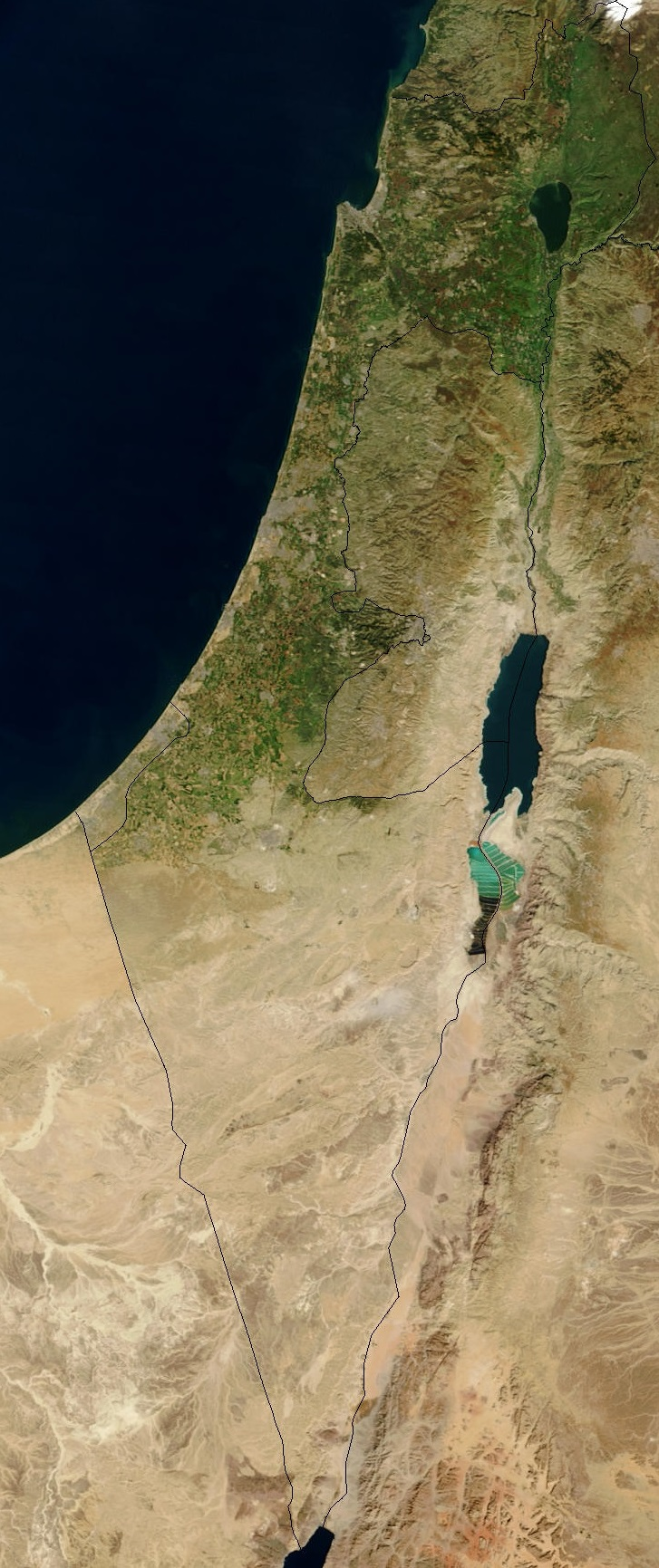
Israelul văzut din satelit, în ianuarie 2003

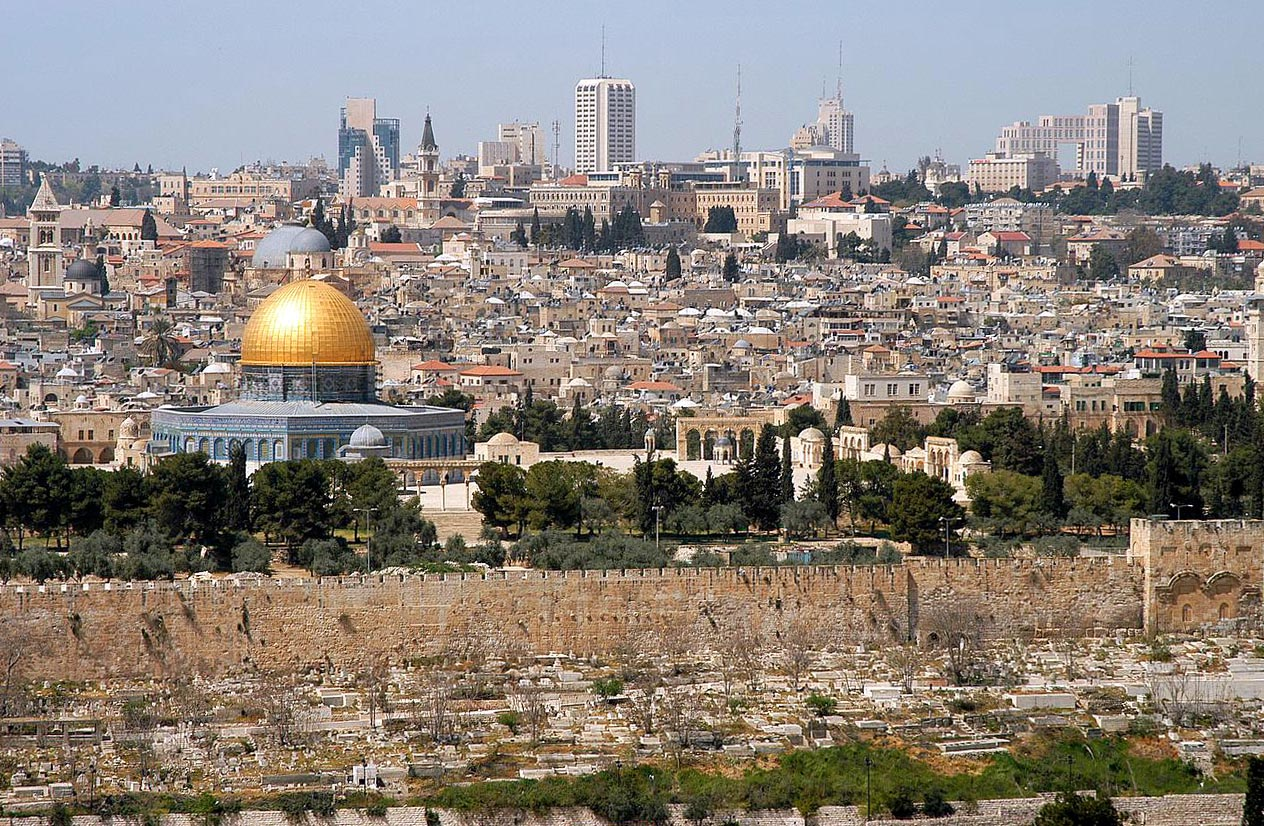
Ierusalimul văzut dinspre Muntele Măslinilor

## Etimologie

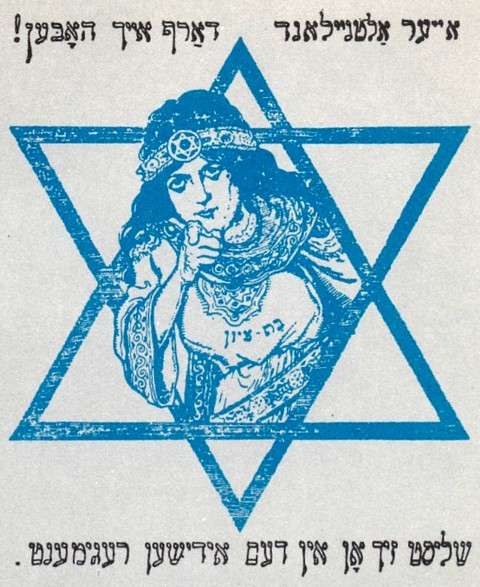
Steaua lui David - Poster pentru recrutarea evreilor în Primul Război Mondial, publicat în „American Jewish magazines” (în)

La proclamarea independenței în 14 mai 1948, noul stat evreiesc a fost denumit oficial Medinat Israel, sau Statul Israel (după ce au fost examinate alte nume, istorice și religioase, inclusiv „Eretz Israel” („Țara Israel”), „Tzion” Sion, și „Yehuda” (Iudeea). În primele săptămâni de independență, guvernul a ales termenul de „israelian”, pentru a indica un cetățean al Israelului, cu anunțul oficial făcut de către ministrul de externe, Moshe Sharett.
Numele Israel a fost folosit în cursul istoriei în utilizarea comună și religioasă, pentru a face referire la Regatul Israel antic, la noțiunea geografică a Țării lui Israel sau la întregul poporul evreu. În conformitate cu Biblia ebraică „numele de Israel” a fost dat patriarhului Iacov (Standard Yisraʾel, Isrāʾīl; Septuaginta greacă Ἰσραήλ; „lupta cu Dumnezeu”), după ce s-a luptat cu succes cu un înger al lui Dumnezeu. Cei doisprezece fii ai lui, Iacov, au devenit strămoșii israeliților, de asemenea, cunoscute sub numele de douăsprezece seminții ale lui Israel, sau copiii lui Israel. Iacov și fiii săi au trăit în Canaan, dar au fost forțați de foamete să meargă în Egipt timp de patru generații până la Moise, un stră-strănepot lui Iacov, care a condus israeliții înapoi în Canaan, în „Exodul”. Cel mai vechi artefact arheologic, care menționează cuvântul „Israel" este Stela lui Merneptah din Egiptul antic (datată la sfârșitul secolului al 13-lea î.en).
Zona este, de asemenea, cunoscută sub numele de Țara Sfântă, fiind sfântă pentru toate religiile avraamice, inclusiv creștinism, iudaism, islam și credința bahaistă. Înainte de Declarația de Independență a Israelului din 1948, întreaga regiune a fost cunoscută sub nume diferite, inclusiv: Țara Israelului (Eretz Israel) (pentru evrei), Siria de Sud, Siria Palestina, Regatul Ierusalimului, în antichitate - Iudaea, Coele-Siria, Regatul Israel și Regatul Iudeei, Retienu, Canaan și, în epoca modernă în special, Palestina (în arabă Siria de sud sau Falastin).

## Istorie

### Antichitate

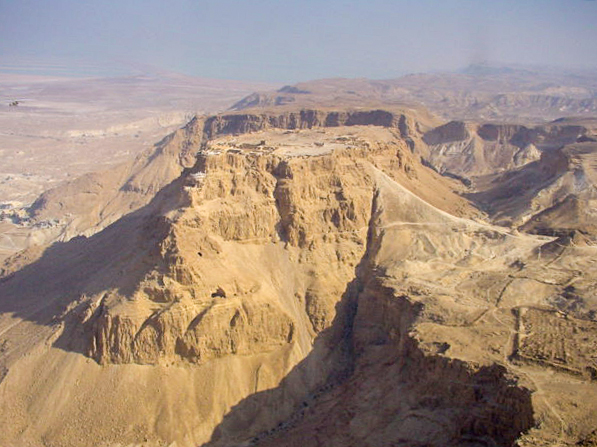
Masada, simbol național

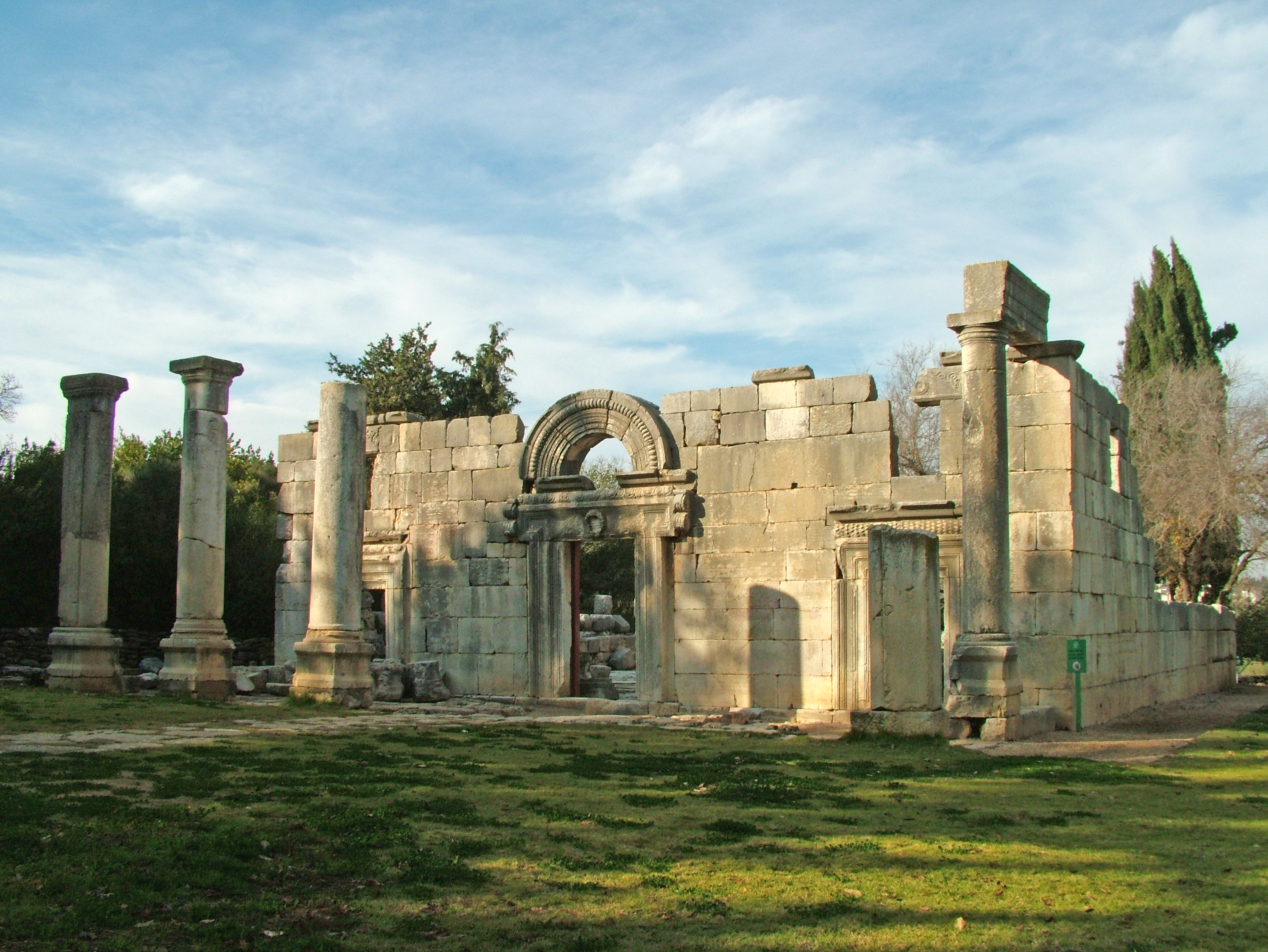
Sinagoga antică Kfar Bar'am

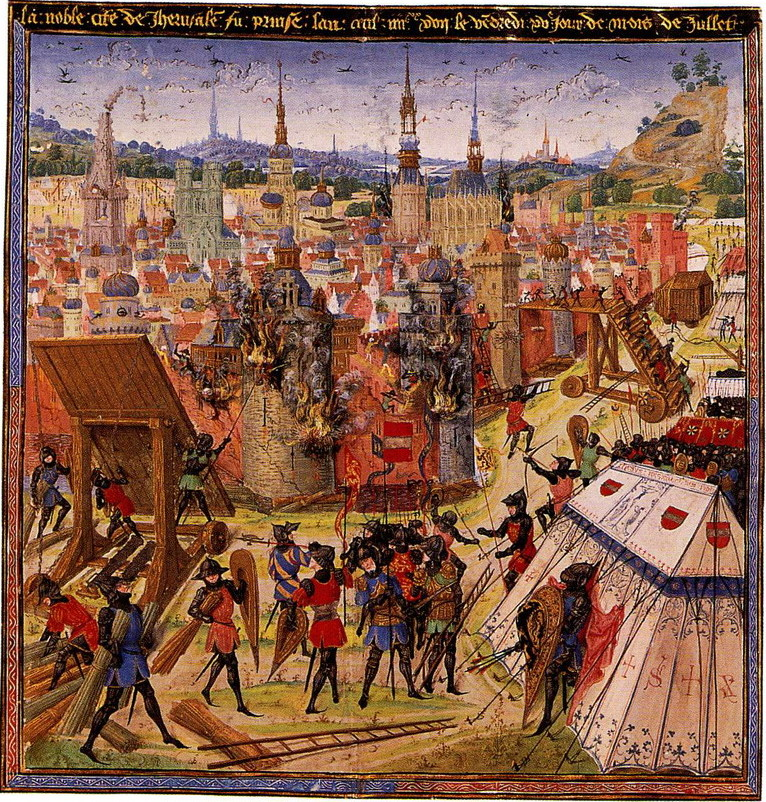
Cucerirea Ierusalimului în Prima Cruciadă (1099) - dintr-un manuscris medieval

Noțiunea de „Țara Israel”, cunoscută în ebraică ca Eretz Yisrael (sau în pronunția așkenază și în limba idiș Eretz Yisroel), a fost importantă și sacră pentru poporul evreu din timpurile biblice. Potrivit Pentateuh, Dumnezeu le-a promis țara celor trei patriarhi ai poporului evreu, Avraam, Isaac și Iacov. Pe baza Scripturii, perioada celor trei Patriarhi a fost plasată undeva la începutul celui de-al doilea mileniu î.Hr., iar primul Regat Israel a fost stabilit în jurul secolului al 11-lea î.Hr.. Ulterior el s-a divizat în regatul Israel și cel al Iudeei sau Iuda, care au dăinuit în următorii 400 ani, fiind cunoscute din Biblie și din diverse surse extrabiblice. După căderea Regatului de nord al Israelului în 722 î.Hr. regatul Iudeei a persistat până la cucerirea babiloniană în 586 î.e.n. Până la cuceririle musulmane din secolul al 7-lea EC (pe o perioadă de peste 1500 de ani), regiunea a stat sub dominație asiriană, babiloniană, persană, greacă seleucidă, a cunoscut din nou o perioadă de independență vreme de două secole sub regatul ebraic al Hasmoneilor și Antipatrizilor , apoi a ajuns sub dominație romană, persană sasanidă și bizantină. Prezența evreiască din regiune s-a diminuat considerabil după eșecul revoltei Bar Kochba împotriva Imperiului Roman în 132 EC. Cu toate acestea, a persistat permanent o mică colectivitate evreiească, iar Galileea a devenit centrul său religios. Mișna și o parte din Talmud, texte centrale evreiești, au fost compuse in timpul secolelor 2 și 4 EC la Tiberias și Ierusalim. În 635 EC, regiunea, inclusiv Ierusalimul, au fost cucerite de către arabi și au rămas sub control musulman arab sau turc, cu o paranteză creștină cruciată, pentru următorii 1300 de ani. Controlul regiunii a fost transferat în următorele șase secole între Califatul Umayyad, cel Abbasid și state ale cruciaților, înainte de a fi cucerită de sultanii mameluci începând cu 1260. În 1516, regiunea a fost cucerită de Imperiul Otoman și a rămas sub dominație turcească până la începutul secolului al 20-lea.

### Sionismul și mandatul britanic

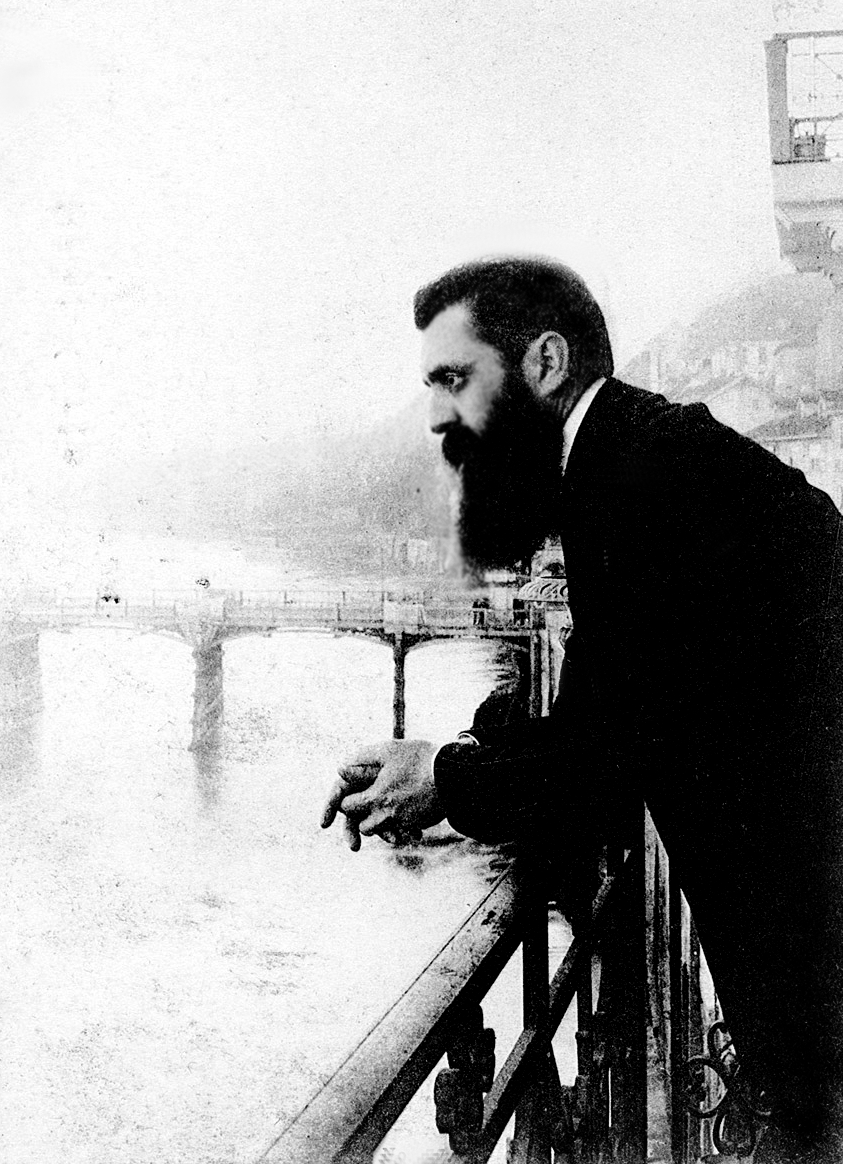
Theodor Herzl, vizionar al Statului Evreu, în 1901

Răspândiți în lume, evreii - în marea lor majoritate - au aspirat să se întoarcă la „Sion” și la „Țara Israel”, deși marile eforturi care trebuiau depuse pentru un astfel de obiectiv au creat dispute Speranțele și dorințele evreilor care trăiau în exil au fost formulate în Biblia ebraică ca o temă importantă a credinței evreiești. Ca urmare a expulzării evreilor din Spania în 1492, unele comunități s-au refugiat in Palestina unde, în decursul secolului al 16-lea, comunitățile evreiești au prins rădăcini în patru „orașe sfinte”: Ierusalim, Tiberias, Hebron și Safed. Se notează că în 1697, rabinul Yehuda Hahasid s-a stabilit, cu un grup de 1 500 de evrei, la Ierusalim.
În a doua jumătate a secolului al 18-lea s-au stabilit în Palestina comunități din Europa de Est, adversari (în idiș Misnagdim, sau Prușim) ai hasidismului.

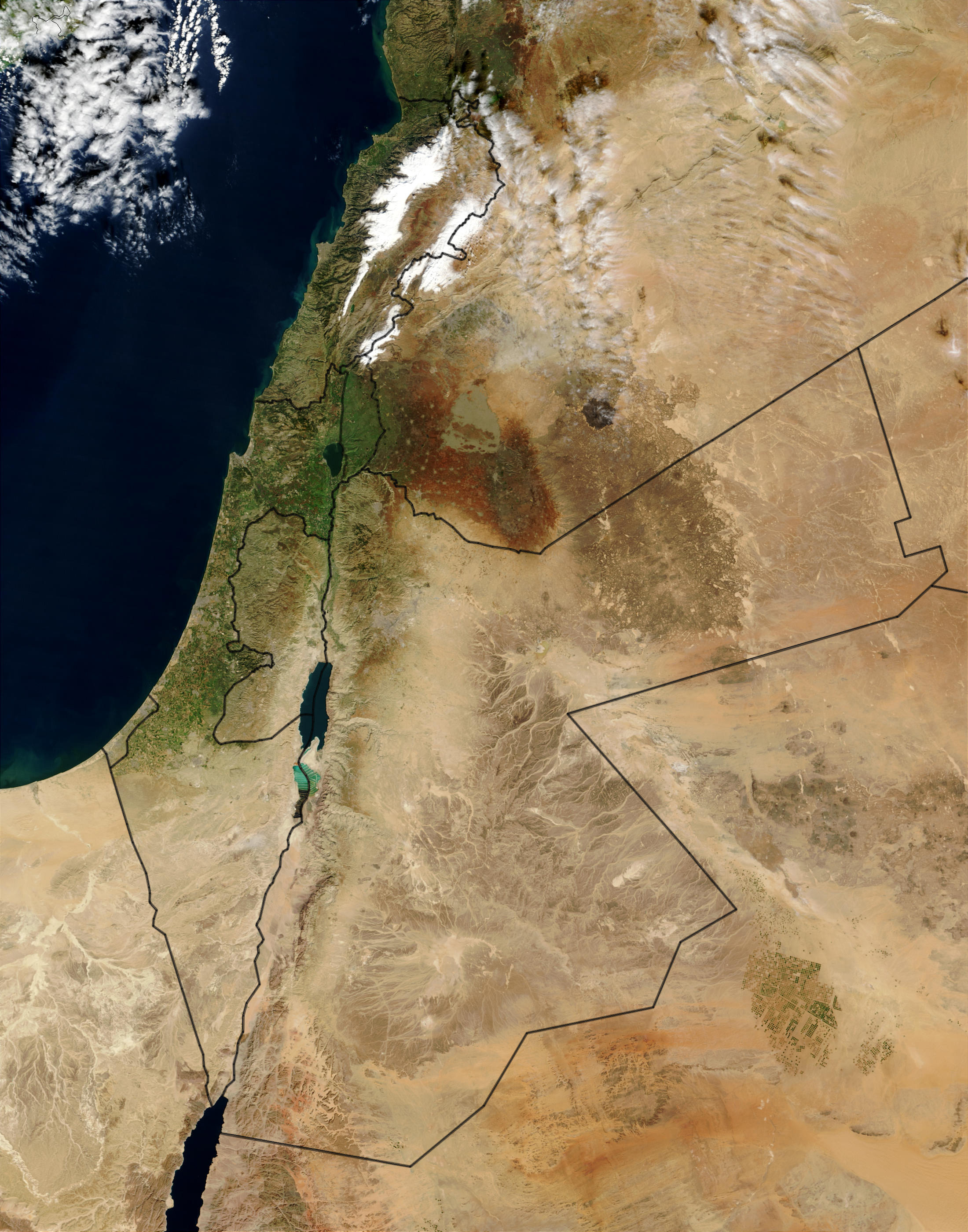

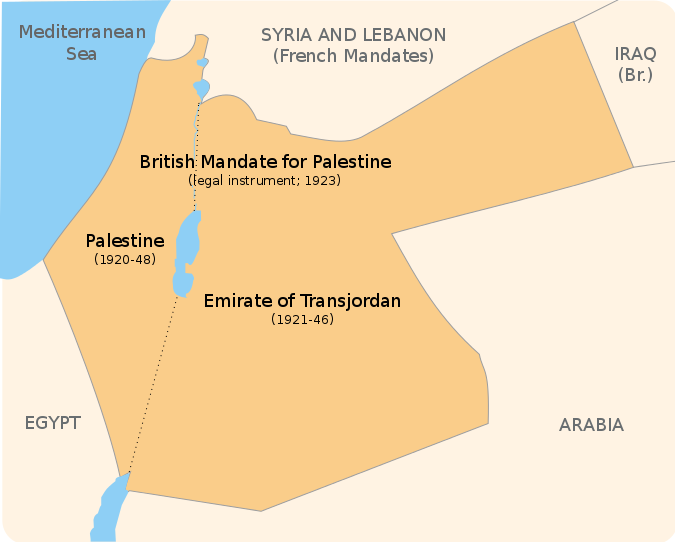
Harta Palestinei de sub Mandat britanic, 1920

Prima Aliyah, primul val de emigrație evreiască modernă spre Palestina stăpânită de otomani, a început în 1882, când evrei din România au luat vaporul de la Galați și împreună cu alți evrei care au fugit de pogromurile din Imperiul Rus au întemeiat așezări agricole în Țara Israel.
Deși mișcarea sionistă exista deja în practică, jurnalistul austro-ungar Theodor Herzl este creditat ca fondator al sionismul politic, o mișcare care a urmărit să creze un stat evreu, în Țara Israel, ridicând problema evreiască la nivel internațional În 1896, Herzl a publicat în Der Judenstaat (Statul Evreilor) viziunea sa asupra unui viitor stat evreu laic și suveran. în anul următor el a fost ales să prezideze primul Congres Mondial Sionist.
A doua Aliyah (1904-1914), a început ca urmare a primului pogrom de la Chișinău, cam 40 000 de evrei s-au stabilit în Palestina (aproape jumătate dintre ei au plecat mai târziu). Atât primul cât și al doilea val de emigranți au fost, în marea lor majoritate, evrei religioși, evrei ortodocși, deși a doua Aliyah a inclus și grupuri socialiste care au înființat primele kibuțuri. În timpul Primului război mondial, secretarul britanic de externe, Arthur Balfour a trimis o scrisoare care declara:
„Guvernul Majestății Sale privește favorabil stabilirea în Palestina a unui Cămin național pentru poporul evreu și își va folosi bunele oficii pentru a facilita atingerea acestui obiectiv; este de înțeles că nu se va face nimic ce ar putea prejudicia drepturile civile și religioase ale comunităților neevreiești existente în Palestina, sau drepturile și statutul politic obținut de evrei în alte țări.”
Legiunea evreiască, în primul rând un grup de voluntari sioniști, a asistat la cucerirea britanică a Palestinei în 1917. Opoziția arabilor față de conducerea britanică și a imigrației evreiești a dus la revoltele din 1920 din Palestina și formarea unei miliții evreiești cunoscută sub numele de Haganah (însemnând "Apărare" în ebraică), din care a apărut mai târziu grupările paramilitare Irgun și Lehi (Grupul Stern). În 1922, Liga Națiunilor a acordat un mandat Marii Britanii asupra Palestinei în condiții similare cu Declarația Balfour. Populația din zona aceasta în acest moment a fost predominant arabă și musulmană, evreii reprezentând aproximativ 11% din populație.
A treia (1919-1923) și A patra Aliyah (1924-1929) au adus încă 100 000 de evrei în Palestina.
Nazismul și persecutarea evreilor în Europa anilor '30 a dus la A cincea Aliyah, cu un aflux de un sfert de milion de evrei. Aceasta a fost o cauză majoră a revoltei arabe din anii 1936-1939 și a dus la introducerea de către britanici a unor restricții privind imigrarea evreilor în Palestina, cu Cartea albă din 1939. Deoarece țările din întreaga lume refuzau, în general, să dea azil refugiaților evrei, care fugeau de Holocaust, o mișcare clandestină cunoscută sub numele de Aliyah Bet a fost organizată pentru a aduce evrei în Palestina. Până la sfârșitul celui de-al doilea război mondial, populația evreiască din Palestina a crescut la 33% din totalul populației.

### Independența și primii ani
După al doilea război mondial, Marea Britanie s-a aflat în conflict aprig cu comunitatea evreiască din Palestina, Haganah alăturându-se Irgun și Lehi într-o rezistență armată împotriva politicii represive a administrației britanice. În același timp, mii de evrei supraviețuitori ai Holocaustului, refugiați din Europa și din nordul Africii, au căutat o viață nouă în Palestina, dar au fost întorși din drum sau adunați și închiși de către britanici în tabere de detenție. În 1947, guvernul britanic a anunțat că va încheia Mandatul pentru Palestina,nereușind să ajungă la o soluție acceptabilă pentru ambele populații în conflict: arabi și evrei. Organizația Națiunilor Unite, recent creată, a aprobat, Planul de împărțire a Palestinei (Rezoluția nr. 181 a Adunării Generale a Organizației Națiunilor Unite) din 29 noiembrie 1947, care a aprobat divizarea țării în două state, unul arab și celălalt evreiesc. Ierusalimul a fost desemnat să fie un Corpus separatum internaționalizat și administrat de ONU.
Colectivitatea evreiască locală a acceptat acest plan, dar Liga Arabă și Înaltul Comitet Arab din Palestina l-au respins. La 1 decembrie 1947, Înaltul Comitet Arab a proclamat o grevă de trei zile, iar grupuri de arabi au început să atace obiective civile evreiești. La izbucnirea războiului civil evreii s-au aflat mai mult în defensivă, dar treptat au trecut și ei la atac. Economia arabilor palestinieni s-a prăbușit și în cursul ostilităților 250.000 de arabi palestinieni au fugit sau au fost expulzați.
La 14 mai 1948, cu o zi înainte de expirarea mandatului britanic, Agenția Evreiască a proclamat independența, numind noul stat Israel. În ziua următoare, armatele a cinci state arabe- Egipt, Transiordania, Siria, Liban și Irak - au atacat Israelul, lansând faza interstatală a Războiului arabo-israelian din 1948-1949; Arabia Saudită a trimis un contingent militar sub comandă egipteană; Yemenul cel îndepărtat a declarat și el război dar nu a întreprins acțiuni militare. După un an de lupte, un acord de încetarea focului a fost semnat și s-au stabilit o linie de armistițiu, frontiere temporare, cunoscute sub numele de Linia verde. Iordania a anexat ceea ce a devenit cunoscut sub numele de Cisiordania și Ierusalimul de Est, iar Egiptul a preluat controlul Fâșiei Gaza. Organizația Națiunilor Unite estimează că mai mult de 700.000 de palestinieni au fost expulzați sau au fugit în timpul conflictului din teritoriile pe care s-a alcătuit Statul Israel .
Israel a fost acceptat ca membru al Organizației Națiunilor Unite, cu majoritate de voturi, la 11 mai1949. În primii ani de existență a statului, mișcarea social-democrată condusă de primul ministru David Ben-Gurion a dominat politica israeliană. Acești ani au fost marcați de un aflux de supraviețuitori ai Holocaustului, precum și de imigranți și refugiați evrei din țările arabe, dintre care mulți s-au confruntat cu persecuții și spolieri în țările lor de origine. În consecință, populația Israelului a crescut între 1948 și 1958 de la 800.000 la doua milioane de locuitori. Între 1948-1970, aproximativ 1.151.029 refugiați și imigranți evrei s-au mutat în Israel. Unii au ajuns ca refugiați fără nici un fel de bunuri și au fost cazați în tabere temporare cunoscute sub numele de ma'abarot; până în 1952, peste 200.000 de imigranți au trăit în aceste așezări temporare de corturi și barăci. Necesitatea de a rezolva criza l-a determinat pe Ben-Gurion să semneze un acord de despăgubiri cu Germania de Vest, care a declanșat proteste de masă ale unei părți a populației evreiești, mai ales din tabăra naționalistă și conservatoare, consternată de ideea ca Statul evreiesc acceptă compensații bănești pentru Holocaust.
În anii 1950, așezări israeliene au fost adesea atacate de Fedaini palestinieni, mai ales din Fâșia Gaza ocupată de Egipt, dar și din Cisiordania, devenită parte a Iordaniei. În 1950 Egiptul a închis Canalul Suez și a blocat strâmtoarea Tiran pentru transporturile israeliene și a avut loc o escaladare a tensiunii de-a lungul granițelor Israelului, însoțită de incidente militare. În 1956, Israelul s-a alăturat unei alianțe secrete cu Marea Britanie și Franța, care urmăreau recâștigarea controlului Canalului Suez, pe care egiptenii l-au naționalizat (vezi Criza Suezului). Israelul a invadat Peninsula Sinai, dar a fost silit (sub presiunile SUA și ale URSS), să se retragă. În schimb Organizația Națiunilor Unite urma să dea garanții pentru drepturile Israelului la acces liber în Marea Roșie și Canalul de Suez.
La începutul anilor 1960, Israelul l-a capturat pe criminalul de război nazist Adolf Eichmann în Argentina si l-a adus în Israel pentru a-l judeca. Procesul a avut un impact major asupra conștientizării publicului asupra Holocaustului. Eichmann rămâne singura persoană din lume, care a fost condamnată la execuție de către un tribunal israelian.

### Conflicte și tratate de pace

State care nu recunoșteau de jure Israelul în anul 2018 (în verde)

Parașutiști israelieni la Zidul Plângerii din Ierusalim, imediat după capturarea sa de la iordanieni în Războiul de Șase Zile, 1967. Fotografie: David Rubinger

Naționaliștii arabi conduși de președintele egiptean Gamal Abdel Nasser au continuat să refuze să recunoască Israelul și au solicitat distrugerea lui. Până în 1966, relațiile israeliano-arabe s-au deteriorat, până la punctul când au avut loc incidente militare între forțele israeliene și arabe. În 1967, Egipt, a expulzat trupele de menținere a păcii ale ONU, staționate în Peninsula Sinai din 1957 și a anunțat o blocadă parțială a accesului Israelului la Marea Roșie. În mai 1967 o serie de state arabe au început să-și mobilizeze forțele. Israel a văzut aceste acțiuni ca un casus belli. La 5 iunie 1967, Israelul a lansat un atac preventiv împotriva Egiptului și Siriei. Ulterior la ostilităti s-au alăturat Iordania și Irakul. În cadrul unui Război de Șase Zile, superioritatea militară israeliană a fost demonstrată în mod clar împotriva adversarilor arabi, mai numeroși. Israelul a reușit să captureze Cisiordania, Fâșia Gaza, Peninsula Sinai și Înălțimile Golan. Granițele Ierusalimului au fost extinse, încorporând Ierusalimul de Est, iar Linia verde din 1949 a devenit granița administrativă dintre Israel și teritoriile ocupate.
În Războiul de Șase Zile din 1967, Israelul a învins armatele combinate din Egipt, Iordania (susținută de Irak) și Siria. După război, Israelul s-a confruntat cu tot mai multă rezistență internă din partea palestinienilor arabi. Cea mai importantă dintre diferitele grupuri combatante palestiniene arabe a fost Organizația pentru Eliberarea Palestinei (OEP), înființată în 1964, care inițial s-a angajat la „lupta armată ca singura modalitate de a elibera patria”. La sfârșitul anilor 1960 și începutul anilor 1970, grupările palestiniene au lansat un val de atacuri împotriva Israelului și a unor obiective civile evreiești din întreaga lume, inclusiv un masacru al atleților israelieni la Jocurile Olimpice de vară din 1972 din München.
La 6 octombrie 1973, când evreii sărbătoreau Iom Kipur, armatele egiptene și siriene au lansat un atac surpriză împotriva Israelului. Războiul s-a încheiat la 26 octombrie cu victoria Israelului care, în pofida unor pierderi grele, mai ales în prima parte a războiului, a respins cu succes forțele egiptene și siriene, împingând frontul îndărăt pe teritoriul dușman . O anchetă internă a exonerat Guvernul de responsabilitatea pentru eșecurile de dinainte și din timpul războiului, dar mânia publică l-a forțat pe prim-ministrul Golda Meir să demisioneze.
În iulie 1976, trupele de comando israeliene au efectuat o misiune îndrăzneață, care a reușit salvarea a 95 de ostatici, care erau deținuți de către gherilele Organizației pentru Eliberarea Palestinei pe Aeroportul Internațional Entebbe aproape de Kampala, Uganda.
Alegerile Knesset-ului din 1977 au marcat un punct de cotitură în istoria politică a Israelului când partidul de centru-dreapta Likud al lui Menachem Begin a preluat controlul de la Partidul Laburist. Mai târziu în același an, președintele egiptean Anwar El Sadat a făcut o călătorie în Israel și a vorbit în fața Knesset-ului în ceea ce a fost prima recunoaștere a Israelului de către un șef de stat arab. În cei doi ani care au urmat, Sadat și Menahem Begin au semnat Acordurile de la Camp David (1978) și Tratatul de Pace Israel-Egipt (1979). Israelul s-a retras din Peninsula Sinai și au convenit să inițieze negocieri asupra unei autonomii pentru palestinienii din Cisiordania și Fâșia Gaza.
La 11 martie 1978, un raid de gherilă OEP din Liban a dus la masacrul de pe drumul costier, în care 35 de civili israelieni au fost uciși și 75 răniți. Israelul a răspuns prin invazia sudului Libanului pentru a distruge bazele palestiniene ale OEP de la sud de râul Litani. Cei mai mulți luptători OEP s-au retras și Israelul a controlat sudul Libanului până ce o forță ONU și armata libaneză l-au putut prelua. Cu toate acestea, OEP a reluat curând politica sa de rezistență contra Israelui. În următorii câțiva ani OEP organizat infiltrări ai oamenilor săi și actiuni de teroare contra populației israeliene și a bombardat sporadic peste graniță. Israel a efectuat numeroase contr-atacuri de represalii din aer și pe sol.
Între timp guvernul lui Begin a încurajat în mod activ israelieni să se stabilească în Cisiordania ocupată.
Legea fundamentală: Ierusalim, capitala Israelului, adoptată în 1980, a fost considerat de unii reafirmarea anexării Ierusalimului de est de către Israel din 1967 prin decret guvernamental și a reaprins controversele internaționale asupra statutului orașului. Cu toate acestea, nu existat niciodată un act în care guvernul israelian să definească ceea ce se consideră a fi extinderea teritoriului Israelului și nici un act care să includă în mod specific în acesta Ierusalimul de Est. Poziția majorității statelor membre ale ONU se reflectă în numeroase rezoluții în care se declară că acțiunile întreprinse de către Israel de a-și stabili cetățenii în Cisiordania și de a impune legi și administrare asupra Ierusalimului de Est sunt ilegale și nu au nici o valabilitate.
La 7 iunie 1981, aviația israeliană a distrus singura centrală de energie nucleară din Irak, care a fost în construcție chiar în afara Bagdadului.
După o serie de atacuri OEP, in 1982, Israelul a invadat Libanul, încă o dată, pentru a distruge bazele de la care Organizația pentru Eliberarea Palestinei au lansat atacuri și rachete spre nordul Israelului. Acesta reprezentat Primul război din Liban,. denumit in Israel Operațiunea „Pace pentru Galileea” În primele șase zile de lupte, israelienii au distrus forțele militare ale OEP din Liban și i-au învins decisiv pe sirieni. O anchetă a guvernului israelian - Comisia Kahan - i-a considerat mai târziu pe Begin, Sharon și pe generalii israelieni indirect responsabili pentru masacrele de la Sabra și Shatila efectuate de Falangele libaneze ca reacție la asasinarea conducătorului lor, președintele recent ales al Libanului, Bachir Jemayel. În 1985, Israelul a răspuns la un atac terorist al OEP în Cipru prin bombardarea sediul OEP din Tunis. Israelul s-a retras din cea mai mare parte a Libanului în 1986, dar a menținut o zonă tampon de frontieră în sudul Libanului până în anul 2000. Prima Intifada, o revoltă palestiniană împotriva dominației israeliene, a izbucnit în 1987, cu valuri de demonstrații necoordonate și violențe care au loc mai ales în Cisiordania și Gaza. Pe parcursul următorilor șase ani, Intifada a devenit mult mai organizată și a inclus măsuri economice și culturale, care vizeau perturbarea ocupației israeliane. Mai mult de o mie de oameni au fost uciși în violențe, mulți dintre ei tineri care aruncau cu pietre. Răspunzând la raidurile de gherilă continue ale OEP în nordul Israelului, Israelul a lansat un alt raid de represalii în sudul Libanului în 1988. Pe fondul tensiunilor în creștere cu privire la criza din Kuweit, polițiștii de frontieră israelieni au tras într-o mulțime palestiniană revoltată lângă moscheea Al-Aqsa din Ierusalim. 20 de persoane au fost ucise și aproximativ 150 rănite. În timpul războiului din Golf din 1991, OEP l-a susținut pe Saddam Hussein și atacurile cu rachete scud împotriva Israelului. În ciuda indignării publice, Israel a luat în seamă solicitarea SUA de-a se abține de a răspunde la atacuri și nu a participat la acest război.

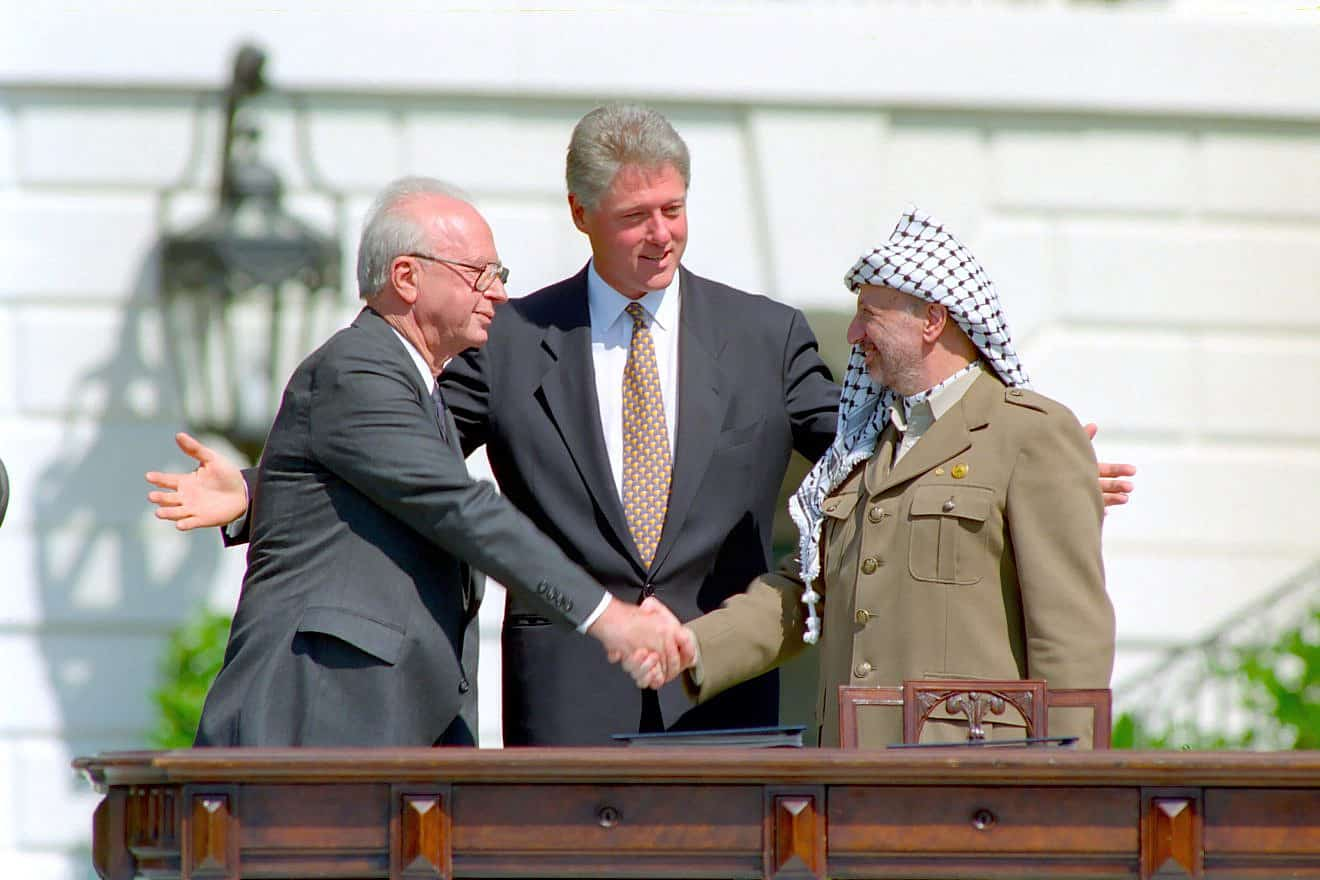
Ițhak Rabin și Yasser Arafat dau mâna la semnarea Acordurilor de la Oslo, cu Bill Clinton în spatele lor, 1993

În 1992, Ițhak Rabin a devenit prim-ministru în urma unor alegeri în care partidul său a solicitat compromisul cu vecinii Israelului. În anul următor, Shimon Peres, în numele Israelului, și Mahmoud Abbas din partea OEP, au semnat Acordurile de la Oslo, care au dat Autorității Naționale Palestiniene dreptul de a guverna părți din Cisiordania și Fâșia Gaza. OEP a recunoscut, de asemenea, dreptul Israelului de a exista și a promis încetarea terorismului. În 1994, Tratatul de pace Israel-Iordania a fost semnat de regele Hussein si premierul Rabin, act prin care Iordania a devenit a doua țară arabă care a normalizat relațiile cu Israelul. Sprijinul arab public pentru Acorduri a fost deteriorat de continuarea colonizării israeliene și de punctele de control, precum și de deteriorarea condițiilor economice. Sprijinul publicului israelian pentru Acordurile de la Oslo a diminuat după ce Israelul a fost lovit de o serie de atacuri sinucigașe palestiniene. În cele din urmă, în timp ce pleca de la un miting de pace în noiembrie 1995, Ițhak Rabin a fost asasinat de către un evreu din aripa de extremă dreapta care s-a opus Acordurilor.
La sfârșitul anilor 1990, Israel, sub conducerea lui Binyamin Netanyahu, s-a retras din Hebron, și a semnat Memorandumul Wye River, făcând un gest de bunăvoință față de Autoritatea Națională Palestiniană. Ehud Barak, ales prim-ministru în 1999 din partea social-democrației, a început noul mileniu prin retragerea forțelor din sudul Libanului și a desfășurarat negocieri cu președintele Autorității Palestiniene, Yasser Arafat și cu președintele american Bill Clinton, la Summit-ul Camp David din 2000. În timpul reuniunii la nivel înalt, Barak a oferit un plan pentru înființarea unui stat palestinian, dar Yasser Arafat l-a respins. După eșecul negocierilor și o vizită controversată a liderului Likud, Ariel Sharon, pe Muntele Templului, a început a doua Intifada care s-a caracterizat printr-un val de teroare palestinian împotriva civililor și militarilor israelieni. Sharon a devenit prim-ministru într-un scrutin special în 2001. În timpul mandatului său, Sharon a pus după câțiva ani stavilă valului de teroare, prin operatia Zid de apărare, a pus în aplicare un plan de retragere unilaterală a Israelului din Fâșia Gaza și, de asemenea, a inițiat construcția unei bariere israeliene de separare cu zonele locuite de arabi în Cisiordania.
În iulie 2006, un atac de artilerie al Hezbollah asupra așezărilor Israelului de la frontiera de nord și o răpire transfrontalieră a doi soldați israelieni a declanșat cel de-al doilea război din Liban. Doi ani mai târziu, în mai 2008, Israelul a confirmat că a fost discutat un tratat de pace cu Siria pentru un an, având Turcia ca mediator. Cu toate acestea, la sfârșitul anului, Israel a intrat într-un alt conflict, când încetarea focului între Hamas și Israel a luat sfârșit. Războiul din Gaza a durat trei săptămâni și s-a încheiat după ce Israel, a anunțat un armistițiu unilateral. Hamas a anunțat încetarea focului separat. Deși nicio parte nu a încetat complet focul, armistițiul a rămas stabil. 
În zorii zilei de sâmbătă, 7 octombrie 2023, în timpul sărbătorii evreiești de Simhat Tora, organizațiile teroriste islamiste din Fâșia Gaza, Hamas și Jihad Islami, sub pretextul de a salvgarda Moscheea Al-Aqsa de pe Muntele Templului din Ierusalim în cadrul unei acțiuni denumite „Potopul Al Aksa”, au violat printr-un atac surpriză granița cu Israelul, au mitraliat sute de tineri care participau la un festival de muzică electronică, au ocupat și distrus numeroase localități israeliene din apropierea graniței, au masacrat peste 1300 de persoane, majoritatea civile, inclusiv copii, femei și bătrâni, au rănit circa 3000, și au răpit peste 240 persoane, inclusiv copii, femei și bătrâni. Mii de rachete parte, artizanale și, marea majoritate, de producție iraniană au fost lansate asupra populației civile din sudul, centrul și nordul Israelului.
În următoarele zile, Israelul a fost pus in situația de a declanșa războiul de apărare, denumit al Săbiilor de fier, contra regimului terorist islamist al Hamasului din Gaza, care, folosind metode ca cele ale organizațiilor de tip Statul Islamic sau Al-Qaida, îi amenință securitatea. Ofensiva israeliană continuă și astăzi. După datele ministerului sănătății al Hamasului, numărul victimelor din rândul palestinienilor din Fâșia Gaza a ajuns la 18.000 de persoane, din care aproximativ 6000 sunt copii. Israelul a bombardat școli ONU,tabere de refugiați, moschee și spitale, unde și-au pierdut viata mulți civili și personal auxiliar al ONU din rândurile palestinienilor. Israelul a demascat folosirea instituțiilor civile de către Hamas în scopul activităților militare si teroriste. Hamasul continuă să dețină 138 ostatici, majoritatea civili, inclusiv copii, femei, bătrâni, cărora nu li se permite primirea de vizite din partea Crucii Rosii Internaționale. Israelul este supus la atacuri cu proiectile și rachete asupra populației civile si din partea membrilor și aliaților Hamasului din Liban si Siria, în primul rând, organizația   pro- Hezbollah, de asemenea, din partea organizației șiite a hittilor din Yemen, care, în plus, a amenințat libertatea de circulație a navelor comrciale în Marea Roșie.

## Geografie

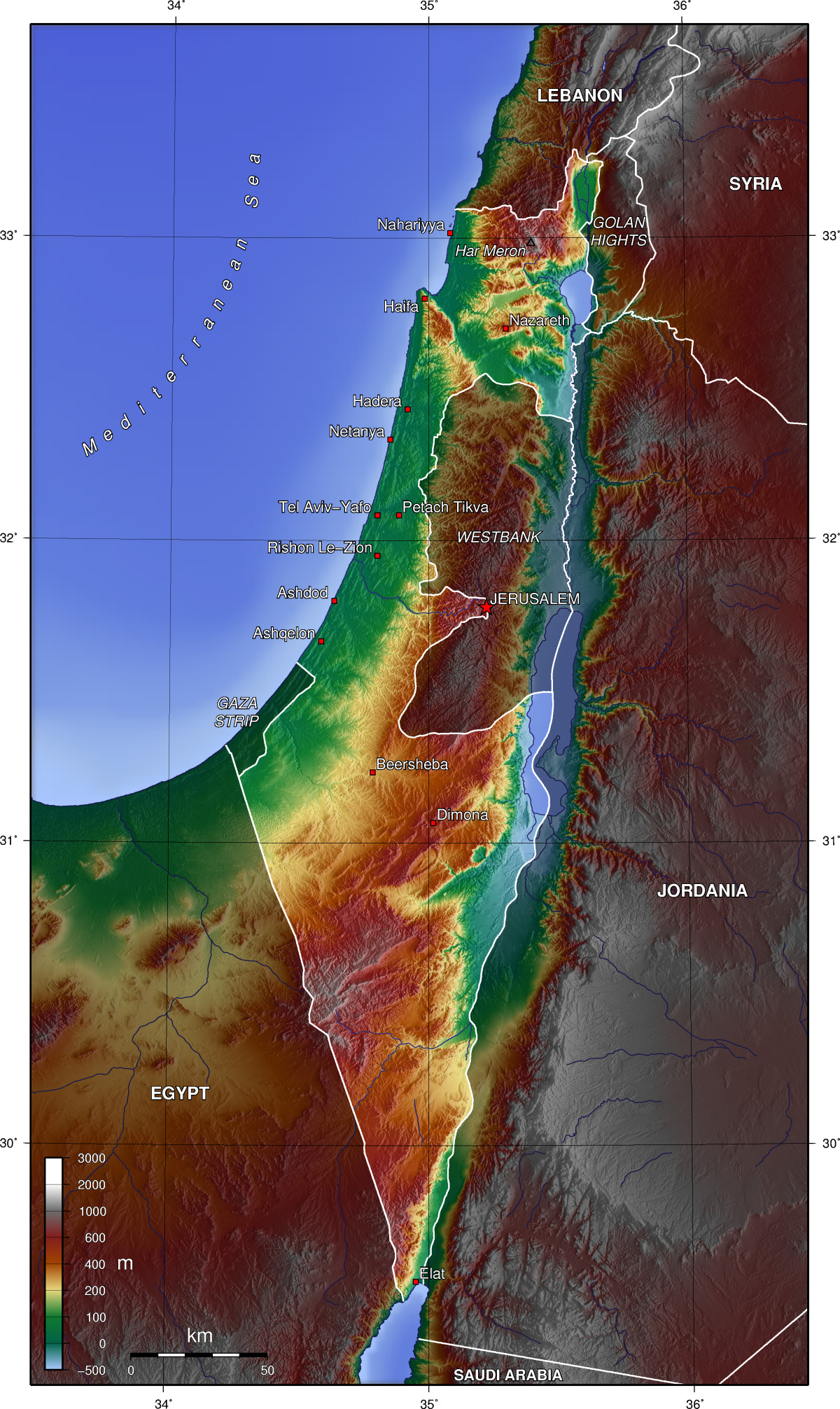
Harta topografică a Israelului

Israelul este situat la capătul estic al Mării Mediterane, delimitat de către Liban la nord, Siria la nord-est, Iordania la est și Egipt la sud-vest. Din punct de vedere geografic, Israelul aparține continentului asiatic. Este poziționat la intersecția paralelei de 30°30' latitudine nordică cu meridianul de 34°45' longitudine estică. Cu o formă lungă și îngustă, teritoriul său se extinde pe o lungime de 470 km de la nord la sud și 135 km de la est la vest. Frontiera terestră totală a Israelului este de 857 km, coasta mediteraneană de 194 km și 12 km pe coasta Mării Roșii.
Pe teritoriul suveran al Israelul, cu excepția tuturor teritoriilor capturate de Israel în timpul Războiului de Șase Zile din 1967, suprafața este de aproximativ 20.770 km², dintre care 2% este apă. Suprafața totală sub conducere israeliană, când sunt incluse Înălțimile Golan și Ierusalimul de Est, este de 22.072 km², iar suprafața totală sub control israelian, incluzând zona controlată militar și sub guvernare parțial palestiniană, Cisiordania, este de 27.799 km².
Israelul poate fi împărțit în patru regiuni geografice: trei, sub formă de bande paralele, de la nord la sud și o a patra regiune, în mare parte aridă, situată în jumătatea sudică. 
Câmpia de coastă, care se întinde paralel cu Marea Mediterană, este compusă din dune nisipoase, mărginită de terenuri arabile care se întind până la 40 de km în interiorul țării. În nord, nisipul plajelor este uneori punctat de stânci calcaroase și nisipoase. Câmpia de coastă oferă adăpost la mai mult de jumătate din populația țării și include marile centre urbane.
Mai multe lanțuri muntoase străbat țara de-a lungul ei. La nord-est, terenurile de bazalt ale Platoului Golan, format odinioară din erupții vulcanice, se ridică sub forma unor stânci abrupte, ce domină Valea Hula. Munții Galileei ating altitudini de la 500 la 1.200 de metri. Micile pârâuri și căderile de ploaie, relativ abundente, mențin verdeața pe tot parcursul anului. Valea lui Izrael care separa munții Galileei și ai Samariei, este zona agricolă cea mai bogată a Israelului, în care se găsesc un număr mare de sate-cooperative (kibuțuri și moșavuri). Munții Samariei și ai Iudeei oferă un mozaic de coline stâncoase și văi fertile ce scot în evidență petele argintii-verzulii ale secularilor copaci de măslini. Terasele de pe coline, formate din timpurile străvechi, se integrează în peisajul natural. Populația este concentrată, în principal, în micile centre urbane și în marile sate.
Podișul Negev, care acoperă aproape jumătate din țară, este foarte puțin populat, iar locuitorii săi se ocupă în principal cu agricultura și industria. Înspre sud, Podișul Negev devine o zonă aridă, marcată de mici coline și câmpii, întretăiate de canioane și văi pe care ploile de iarnă le transformă în torente. Și mai la sud, se află o regiune de piscuri aride și abrupte, de cratere și platouri stâncoase, în care climatul devine mai uscat, iar munții mai înalți. Unice pentru Israel și Peninsula Sinai sunt makhteshim sau circurile de eroziune. Cel mai mare makhtesh din lume este Craterul Ramon, care măsoară 40 km lungime și 8 km lățime. La extremitatea sudică a Podișului Negev, pe malul Mării Roșii, se află orașul Eilat.

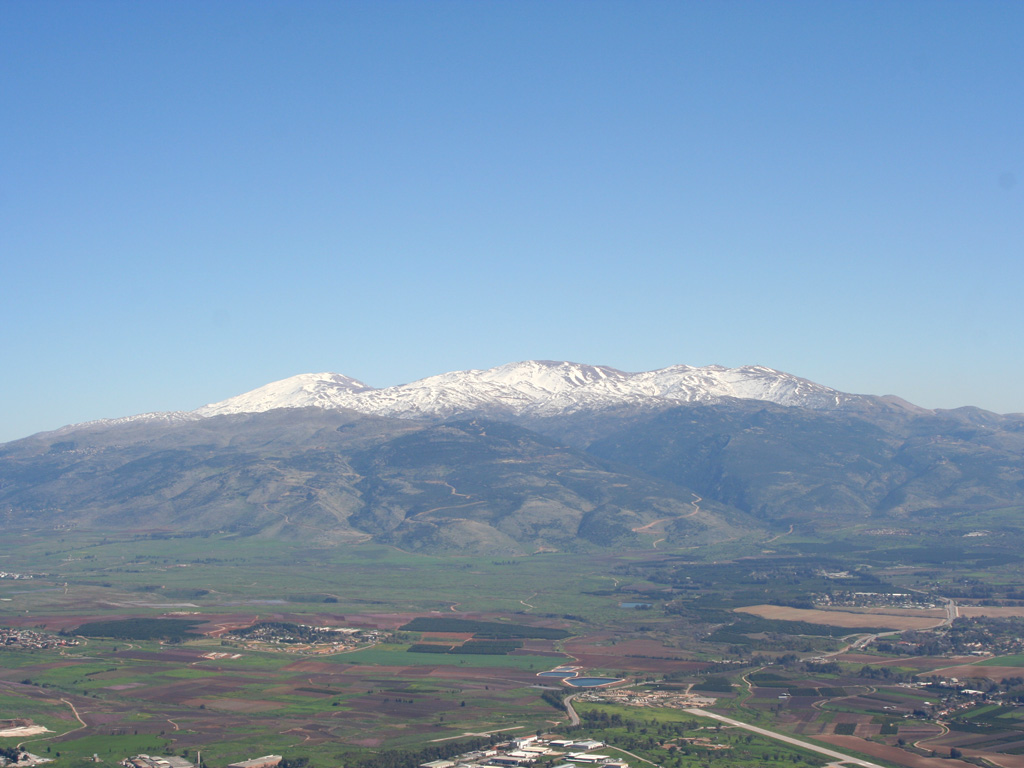
Muntele Hermon (2.224 m), cel mai înalt punct din Israel
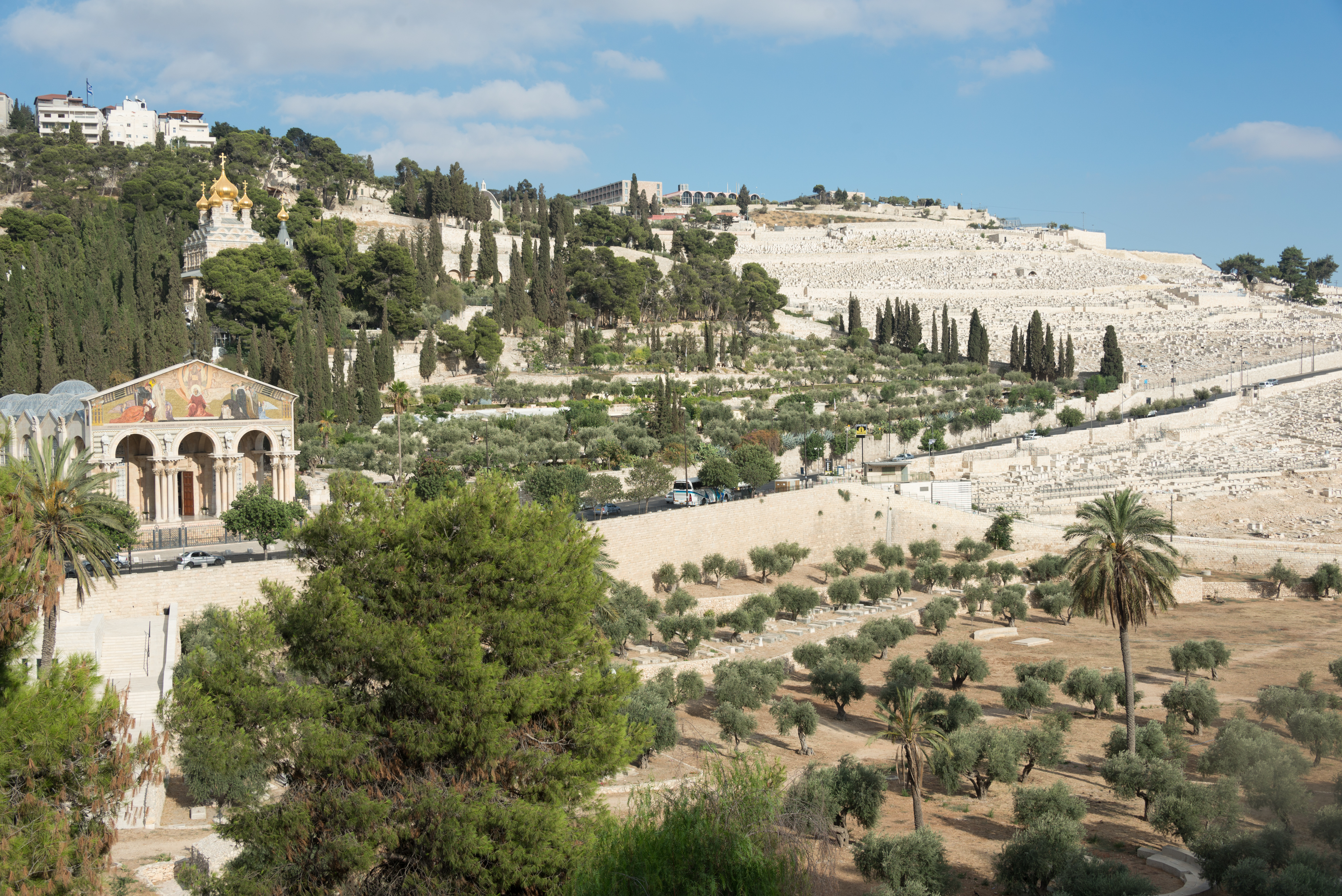
Muntele Măslinilor (835 m)
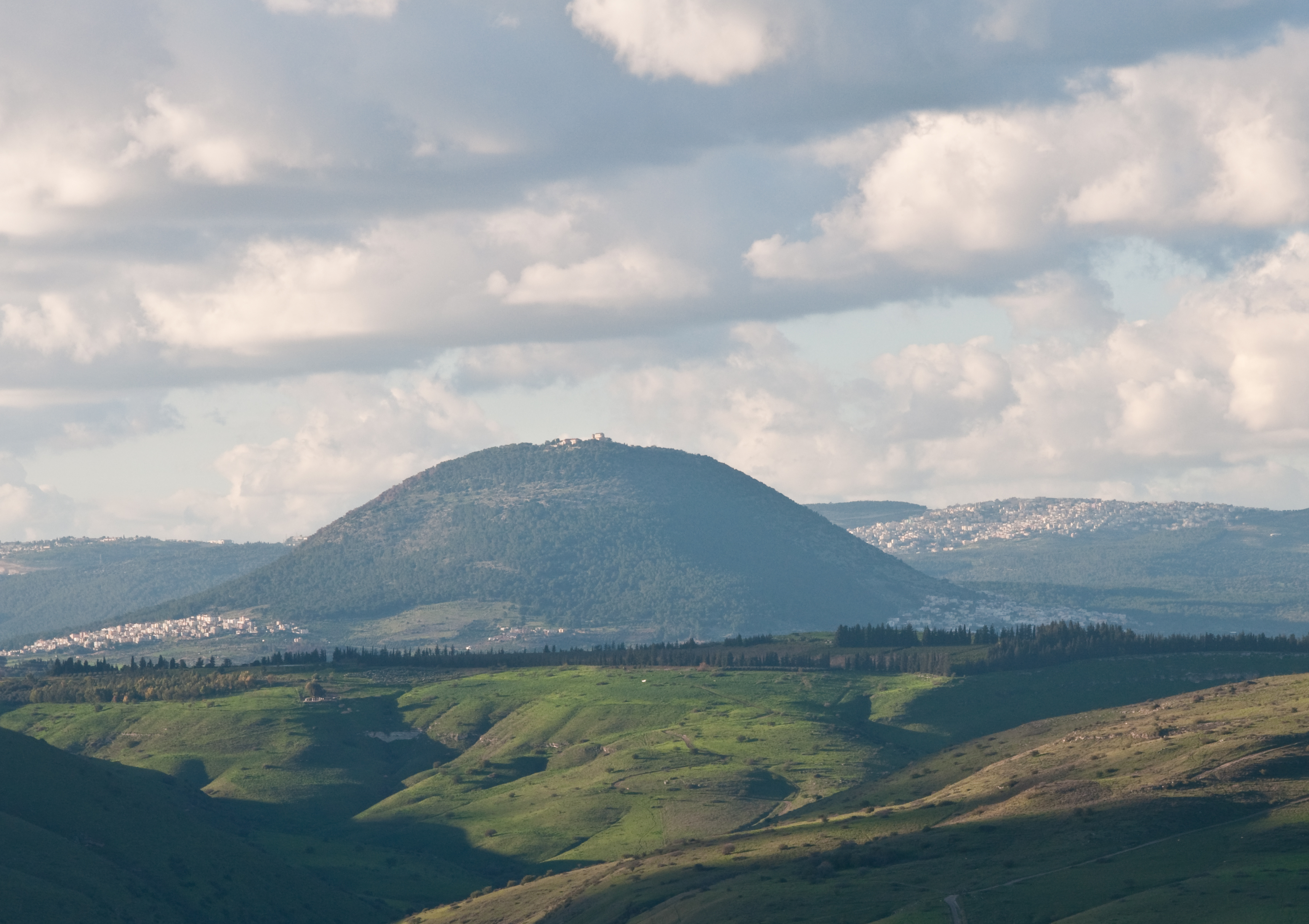
Muntele Tabor (588 m)
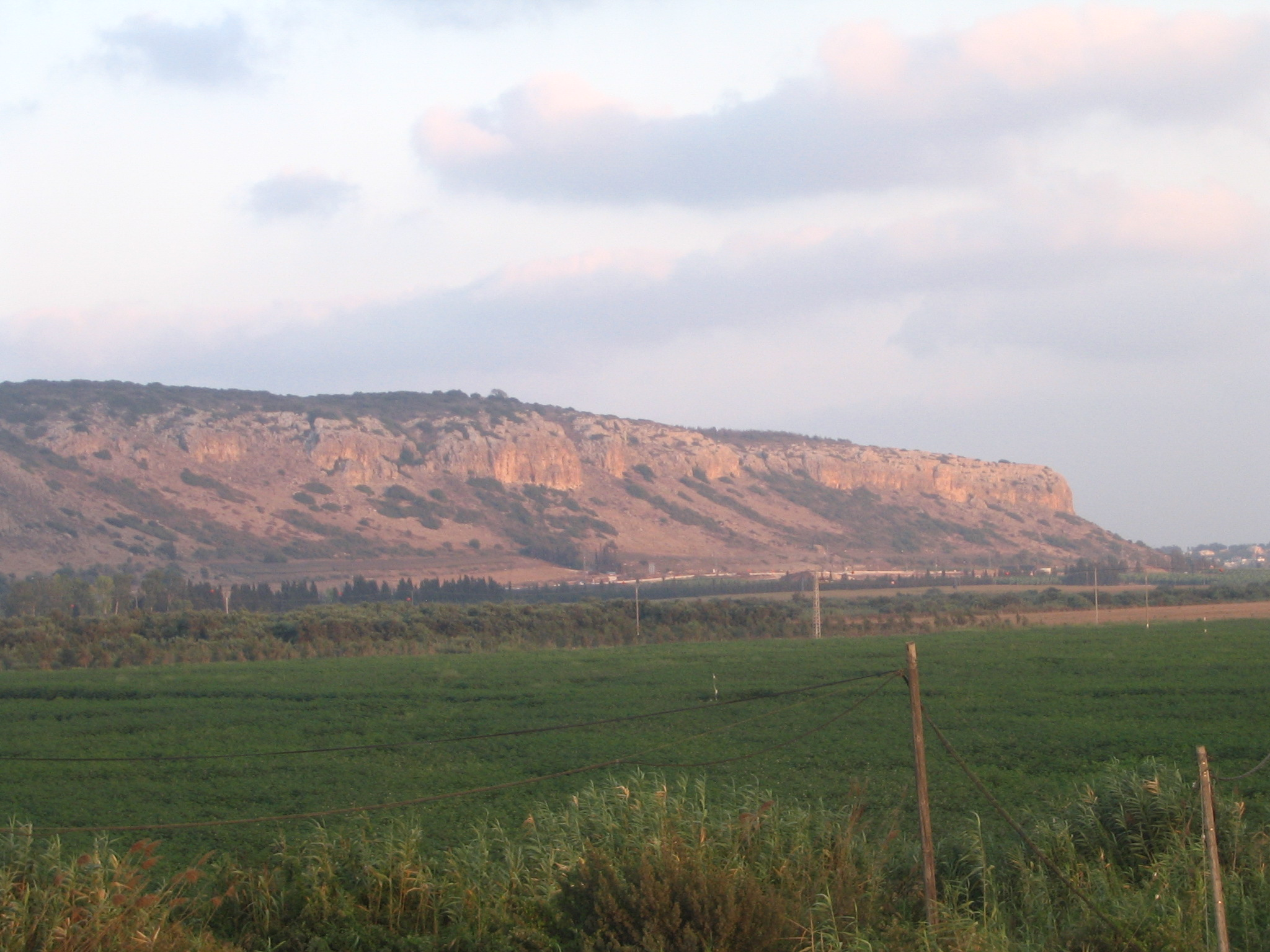
Muntele Carmel (546 m)
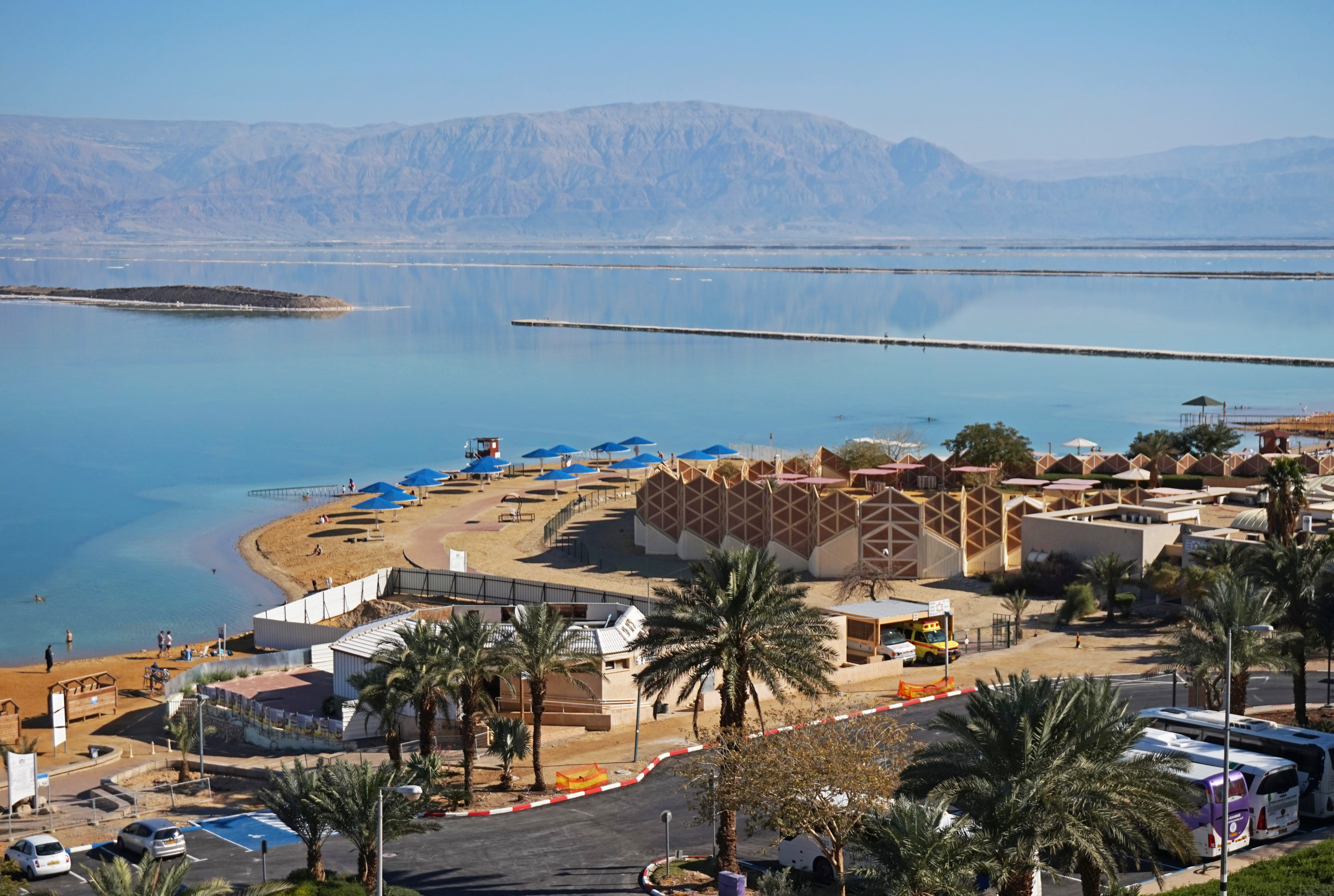
Marea Moartă (–417 m), cel mai jos punct de pe uscat

### Hidrografie

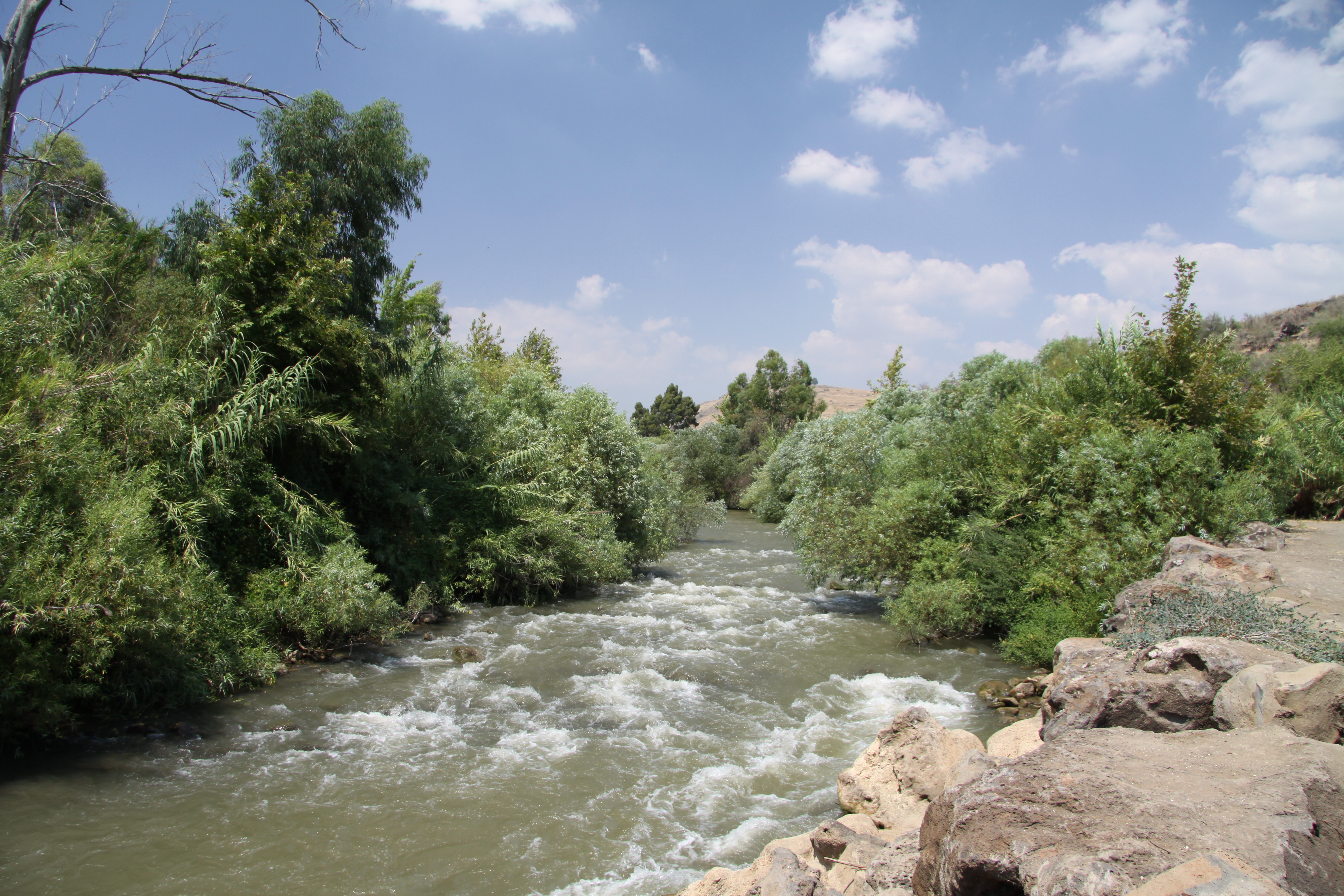
Râul Iordan

Datorită climatului arid există puține râuri. Râul cel mai mare din Israel este Iordan. Începe din Muntele Hermon și curge pe granița cu Liban până în Marea Moartă, cel mai de jos punct de pe suprafața Pământului. De-a lungul cursului său, Iordanul alimentează două lacuri: Hula (acum aproape secat) și Marea Galileei. 
Marea Moartă e în realitate un lac, dar printr-o tradiție îndelungată este utilizată denumirea de „mare”, are o puternică concentrație de săruri, fiind considerată cea mai sărată din lume. Aici nu trăiește nici măcar un pește, de aceea se numește Marea Moartă. Marea Galileei (cunoscută și ca Lacul Tiberiada, Lacul Ghenizaret, Lacul Kinneret sau Marea Tiberiadei) este lacul de apă dulce cel mai jos de pe pământ.

### Climă

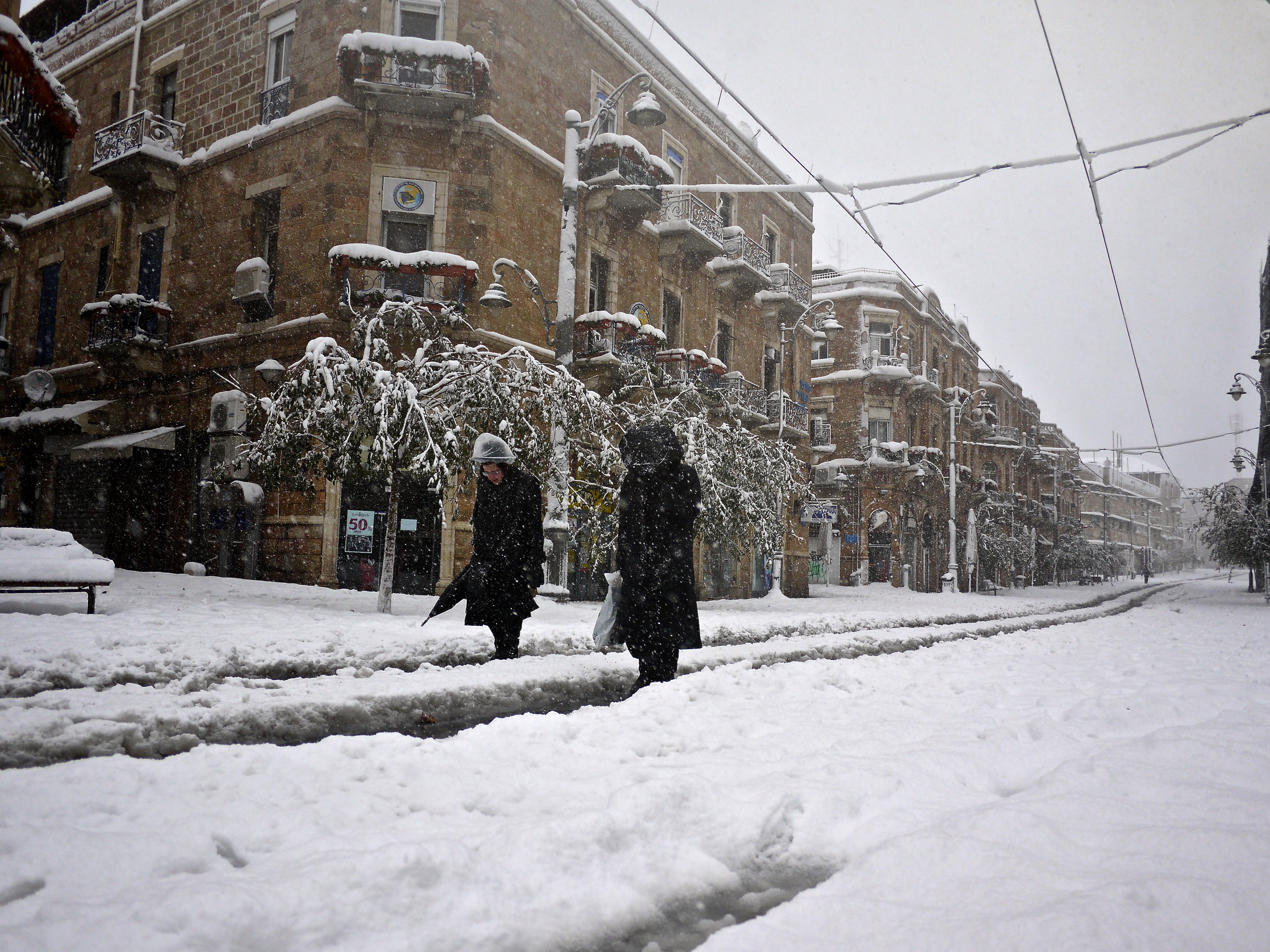
Zăpadă în Ierusalim la mijlocul lunii decembrie 2013

Israelul se află într-o „răscruce climatică”, fiind o zonă de tranziție între un climat temperat și unul arid. Zonele de sud și de est ale Israelului se caracterizează printr-un climat arid, în timp ce celelalte zone se caracterizează printr-un climat mediteranean.
Predomină două sezoane principale: o perioadă de iarnă ploioasă, din noiembrie până în mai și o vară caldă, care durează următoarele șase luni. Primăvara și toamna, un fenomen particular îl reprezintă vântul uscat și fierbinte, încărcat cu nisip, denumit hamsin. Temperaturile în Israel variază foarte mult, mai ales în timpul iernii. Regiunile mai mult muntoase pot fi vântoase, friguroase și uneori înzăpezite; în Ierusalim ninge cel puțin o dată în fiecare an. Orașele de coastă, cum ar fi Tel Aviv și Haifa, au un climat tipic mediteranean, cu ierni reci, ploioase și veri lungi, calde. Zona Beer Șeva și Negevul de Nord au un climat semiarid, cu veri calde, ierni reci, dar cu zile mai puține ploioase decât la climatul mediteranean. Negevul de Sud și zonele Arava au climă deșertică, cu veri foarte calde și uscate, și ierni blânde, cu câteva zile de ploaie. Cea mai ridicată temperatură de pe continentul asiatic (53,9°C) a fost înregistrată în 1942, în kibuțul Tirat Zvi din nordul văii Iordanului. Cea mai scăzută temperatură înregistrată vreodată în Israel a fost de –13,7°C (la Tel Hatanim, în Valea Bet Netofa, pe 7 februarie 1950).
| Stație    | Temperatura medie zilnică (°C) | Temperatura medie zilnică (°C) | Temperatura medie zilnică (°C) | Temperatura medie zilnică (°C) | Numărul de zile pe an cu temperatură | Numărul de zile pe an cu temperatură |
| Stație    | Ianuarie                       | Ianuarie                       | Iulie                          | Iulie                          | Numărul de zile pe an cu temperatură | Numărul de zile pe an cu temperatură |
| Stație    | Minima                         | Maxima                         | Minima                         | Maxima                         | Peste 30°                            | Sub 10°                              |
| --------- | ------------------------------ | ------------------------------ | ------------------------------ | ------------------------------ | ------------------------------------ | ------------------------------------ |
| Ierusalim | 6,4                            | 11,8                           | 19,4                           | 29                             | 44                                   | 116                                  |
| Tel Aviv  | 9,8                            | 17,5                           | 23                             | 29,4                           | 41                                   | 52                                   |
| Haifa     | 8,9                            | 17                             | 23                             | 31,1                           | 87                                   | 67                                   |
| Safed     | 4,5                            | 9,4                            | 18,8                           | 29,8                           | 51                                   | 148                                  |
| Beer Șeva | 7,5                            | 16,7                           | 20,5                           | 32,7                           | 128                                  | 102                                  |
| Eilat     | 9,8                            | 20,8                           | 25,9                           | 39,9                           | 202                                  | 44                                   |

| Stație    | Precipitații (mm) | Numărul zilelor ploioase pe an (mai mult de 1 mm pe zi) |
| --------- | ----------------- | ------------------------------------------------------- |
| Ierusalim | 554               | 45                                                      |
| Tel Aviv  | 530               | 45                                                      |
| Haifa     | 538               | 50                                                      |
| Safed     | 682               | 58                                                      |
| Beer Șeva | 204               | 27                                                      |
| Eilat     | 29                | 5                                                       |

### Floră și faună
Biblia descrie țara ca fiind „un ținut bun pentru cultivarea grâului și orzului, a viței de vie, a smochinilor și a rodiilor, a măslinilor și a mierii”. Suprafețe întinse de păduri indigene, perene și de maquis, au fost distruse, dar în jur de 240 de milioane de noi copaci au fost plantați din 1901 încoace, în cadrul unui program major de reîmpădurire. Vegetația este redusă, cu excepția celei din câmpia de coastă, unde există condiții favorabile cultivării citricelor, iar în Valea Iordanului condițiile climatice favorizează cultivarea plantațiilor de fructe tropicale. Fauna este formată din șacali și hiene, care sunt destul de numeroase. În zona Lacului Hula trăiesc mistreți. Odată cu dezvoltarea vegetației și resurselor de apă, numărul păsărilor și căprioarelor a crescut.
Există 2.867 de specii cunoscute de plante găsite în Israel. Dintre acestea, cel puțin 253 de specii sunt introduse și neindigene. 66 de parcuri naționale și 190 de rezervații naturale există în Israel, acoperind 20% din suprafața țării.

## Politică
Israelul funcționează în cadrul unui sistem parlamentar ca o republică democratică cu sufragiu universal. Un membru al parlamentului susținut de o majoritate parlamentară devine prim-ministru; de obicei, acesta este președintele celui mai mare partid. Prim-ministrul este șeful guvernului și șef de cabinet. Israelul este guvernat de un parlament cu 120 de membri, cunoscut sub numele de Knesset. Statutul de membru al Knessetului se bazează pe reprezentarea proporțională a partidelor politice, cu un prag electoral de 2%, care, în practică, a dus la guvernele de coaliție.
Alegerile parlamentare sunt programate la fiecare patru ani, dar coalițiile instabile sau un vot de neîncredere din partea Knessetului pot dizolva un guvern mai devreme. Legile de bază ale Israelului funcționează ca o constituție nescrisă. În mai 2003, Knessetul a început să elaboreze o constituție oficială pe baza acestor legi. Actualul parlament are următoarea structură:
|  | Partid                    | Membri | Componența Knessetului | Componența Knessetului | Componența Knessetului | Componența Knessetului | Componența Knessetului | Componența Knessetului | Componența Knessetului | Componența Knessetului | Componența Knessetului | Componența Knessetului | Componența Knessetului | Componența Knessetului | Componența Knessetului | Componența Knessetului | Componența Knessetului | Componența Knessetului | Componența Knessetului | Componența Knessetului | Componența Knessetului | Componența Knessetului | Componența Knessetului | Componența Knessetului | Componența Knessetului | Componența Knessetului | Componența Knessetului | Componența Knessetului | Componența Knessetului | Componența Knessetului | Componența Knessetului | Componența Knessetului |
|  | ------------------------- | ------ | ---------------------- | ---------------------- | ---------------------- | ---------------------- | ---------------------- | ---------------------- | ---------------------- | ---------------------- | ---------------------- | ---------------------- | ---------------------- | ---------------------- | ---------------------- | ---------------------- | ---------------------- | ---------------------- | ---------------------- | ---------------------- | ---------------------- | ---------------------- | ---------------------- | ---------------------- | ---------------------- | ---------------------- | ---------------------- | ---------------------- | ---------------------- | ---------------------- | ---------------------- | ---------------------- |
|  | Likud                     | 30     |                        |                        |                        |                        |                        |                        |                        |                        |                        |                        |                        |                        |                        |                        |                        |                        |                        |                        |                        |                        |                        |                        |                        |                        |                        |                        |                        |                        |                        |                        |
|  | Uniunea Sionistă          | 24     |                        |                        |                        |                        |                        |                        |                        |                        |                        |                        |                        |                        |                        |                        |                        |                        |                        |                        |                        |                        |                        |                        |                        |                        |                        |                        |                        |                        |                        |                        |
|  | Lista Comună              | 13     |                        |                        |                        |                        |                        |                        |                        |                        |                        |                        |                        |                        |                        |                        |                        |                        |                        |                        |                        |                        |                        |                        |                        |                        |                        |                        |                        |                        |                        |                        |
|  | Yesh Atid                 | 11     |                        |                        |                        |                        |                        |                        |                        |                        |                        |                        |                        |                        |                        |                        |                        |                        |                        |                        |                        |                        |                        |                        |                        |                        |                        |                        |                        |                        |                        |                        |
|  | Kulanu                    | 10     |                        |                        |                        |                        |                        |                        |                        |                        |                        |                        |                        |                        |                        |                        |                        |                        |                        |                        |                        |                        |                        |                        |                        |                        |                        |                        |                        |                        |                        |                        |
|  | HaBayit HaYehudi          | 8      |                        |                        |                        |                        |                        |                        |                        |                        |                        |                        |                        |                        |                        |                        |                        |                        |                        |                        |                        |                        |                        |                        |                        |                        |                        |                        |                        |                        |                        |                        |
|  | Shas                      | 7      |                        |                        |                        |                        |                        |                        |                        |                        |                        |                        |                        |                        |                        |                        |                        |                        |                        |                        |                        |                        |                        |                        |                        |                        |                        |                        |                        |                        |                        |                        |
|  | Yisrael Beiteinu          | 6      |                        |                        |                        |                        |                        |                        |                        |                        |                        |                        |                        |                        |                        |                        |                        |                        |                        |                        |                        |                        |                        |                        |                        |                        |                        |                        |                        |                        |                        |                        |
|  | Yahadut HaTora HaMeuhedet | 6      |                        |                        |                        |                        |                        |                        |                        |                        |                        |                        |                        |                        |                        |                        |                        |                        |                        |                        |                        |                        |                        |                        |                        |                        |                        |                        |                        |                        |                        |                        |
|  | Meretz                    | 5      |                        |                        |                        |                        |                        |                        |                        |                        |                        |                        |                        |                        |                        |                        |                        |                        |                        |                        |                        |                        |                        |                        |                        |                        |                        |                        |                        |                        |                        |                        |

Președintele Israelului este șeful statului, cu atribuții limitate și în mare parte ceremoniale.

### Sistemul juridic
Israelul dispune de un sistem cu trei nivele juridice:
- judecătoriile de pace – instanțele cu magistrați, situate în cele mai multe orașe din țară;
- judecătoriile districtuale – servesc ca curte de primă instanță și curte de instanță de apel, ele sunt situate în cinci din cele șase districte ale Israelului;
- Curtea Supremă de Justiție de la Ierusalim, instanța supremă cu un dublu rol: cel de înaltă instanță de apel și cel de Înaltă Curte de Justiție. În aceasta din urmă, Curtea Supremă de Justiție acționează ca un tribunal de primă instanță, care permite persoanelor fizice, atât cetățenilor, cât și celor care nu sunt cetățeni, să ceară ajutor judiciar împotriva deciziilor autorităților de stat.[159][160] Israelul nu a ratificat Statutul de la Roma cu privire la Curtea Penală Internațională, invocând scepticismul cu privire la capacitatea acestei instanțe de a-și păstra neutralitatea politică, deși îi sprijină obiectivele.[161]

Sistemul juridic al Israelului combină trei tradiții juridice: dreptul comun englez, dreptul civil și dreptul evreiesc (Halaha). El se bazează pe principiul stare decisis (precedent) și este un sistem acuzator, unde părțile în cauză aduc probe în fața instanței. Cazurile Curții sunt decise de judecători profesioniști, mai degrabă decât de jurați. Căsătoria și divorțul sunt sub jurisdicția instanțelor religioase: evreiești, musulmane, druze și creștine. Un comitet format din membri ai Knessetului, judecătorii Curții Supreme de Justiție, precum și membrii Israeli Bar realizează alegerea judecătorilor. Administrarea instanțelor Israelului (atât a instanțelor de judecată generale, cât și a instanțelor muncitorești), sunt efectuate de către administrația instanțelor, situată în Ierusalim. Instanțele generale și cele muncitorești sunt instanțe fără suport pe hârtie: dosarele instanței, precum și deciziile Curții sunt depozitate electronic.

### Diviziuni administrative
Statul Israel este împărțit în șase districte administrative principale, cunoscute sub numele de mehozot (מחוזות; singular: mahoz): Centru, Haifa, Ierusalim, Nord, Sud și Tel Aviv. Districtele sunt la rândul lor împărțite în 15 subdistricte cunoscute sub numele de nafot (נפות; singular: nafa), care sunt și ele împărțite în 50 de regiuni naturale.

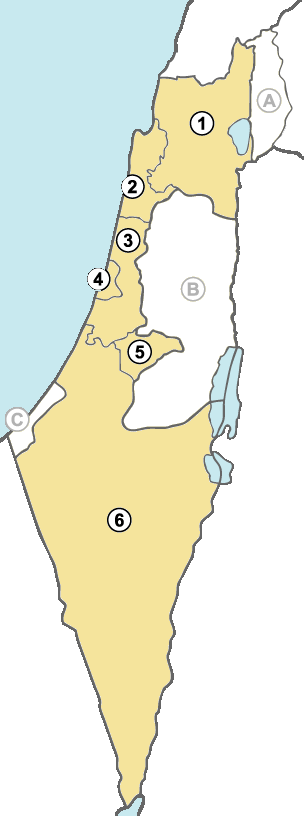
Districtele Israelului: (1) Nord, (2) Haifa, (3) Centru, (4) Tel Aviv, (5) Ierusalim și (6) Sud

| Nr. | District                                            | Capitală  | Subdistricte                       | Suprafață  | Populație | Populație | Populație |
| Nr. | District                                            | Capitală  | Subdistricte                       | Suprafață  | Evrei     | Arabi     | Total     |
| --- | --------------------------------------------------- | --------- | ---------------------------------- | ---------- | --------- | --------- | --------- |
| 1   | Nord מחוז הצפון منطقة الشمال                        | Nazaret   | Safed, Kinneret, Jezreel, Acra     | 3.320 km²  | 43%       | 54%       | 1.380.400 |
| 2   | Haifa מחוז חיפה منطقة حيفا                          | Haifa     | Haifa, Hadera                      | 866 km²    | 68%       | 26%       | 981.300   |
| 3   | Centru מחוז המרכז المنطقة الوسطى                    | Ramla     | Șaron, Petah Tikva, Ramla, Rehovot | 1.294 km²  | 88%       | 8%        | 2.071.500 |
| 4   | Tel Aviv מחוז תל אביב منطقة تل أبيب                 | Tel Aviv  | Tel Aviv                           | 172 km²    | 93%       | 1%        | 1.368.800 |
| 5   | Ierusalim מחוז ירושלים منطقة القدس                  | Ierusalim | Ierusalim                          | 653 km²    | 67%       | 32%       | 1.058.000 |
| 6   | Sud מחוז הדרום منطقة الجنوب                         | Beer Șeva | Așkelon, Beer Șeva                 | 14.185 km² | 73%       | 20%       | 1.217.500 |
| A   | Înălțimile Golan רמת הגולן هضبة الجولان             |           |                                    | 1.200 km²  |           |           |           |
| B   | Iudeea și Samaria מחוז יהודה ושומרון يهودا والسامرة | Ariel     |                                    | 5.878 km²  |           |           |           |
| C   | Fâșia Gaza רצועת עזה قطاع غزة                       | Gaza      |                                    | 365 km²    |           |           |           |

### Teritoriile ocupate de Israel
În 1967, ca urmare a Războiului de Șase Zile, Israelul a preluat controlul asupra Cisiordaniei (Iudeea și Samaria), Ierusalimului de Est, Fâșiei Gaza, Înălțimilor Golan și Peninsulei Sinai - retrocedată Egiptului ca parte a Tratatului de pace din 1979. Anumite zone din aceste teritorii cu acte de proprietate evreiești anterioare sau, sub proprietate statală, au fost colonizate cu cetățeni israelieni. Israelul a aplicat dreptul civil în Înălțimile Golan și Ierusalimul de Est, integrate în teritoriul său suveran, acordând localnicilor (palestinieni) stare de rezidență permanentă și posibilitatea de a obține cetățenia israeliană. Cisiordania a rămas sub ocupație militară, iar palestinienii din această zonă nu pot deveni cetățeni israelieni. Fâșia Gaza este total separată de Israel, dar deoarece se află în stare de război cu Israelul, acesta menține o stare de control asupra spațiului aerian și al apelor. Până la semnarea unui acord de pace sau de ne-beligeranță, Fâșia Gaza și Cisiordania sunt văzute de către palestinieni și o parte a comunității internaționale ca locul unui viitor stat palestinian  în speranța că vor putea - într-un viitor mai mult sau mai puțin apropiat - să-i elimine pe evrei din zonă și să-și recapete dominația asupra întregului teritoriu al fostei Palestine Mandatare. În contradicție cu multe state și sub presiunea statelor islamice, Consiliul de Securitate ONU a declarat anexarea Ierusalimului de Est și a Înălțimilor Golan ca fiind „nulă și nedorită” și teritoriile ca fiind „ocupate”. Curtea Internațională de Justiție a afirmat, în opinia sa consultativă din 2004 privind legalitatea construcției unui zid de separare israelian contra jafurilor și infiltrărilor teroriste din Cisiordania, că terenurile capturate de Israel în Războiul de Șase Zile, inclusiv Ierusalimul de Est, sunt teritorii ocupate.
Statutul Ierusalimului de Est a fost un obstacol în cadrul negocierilor dintre Guvernul israelian și reprezentanții palestinienilor,
pentru un acord de pace, Israel considerând acest teritoriu ca fiind al său, precum și o parte din capitala sa. Negocierile cu privire la teritorii, bazate pe Rezoluția Consiliului de Securitate a ONU nr. 242, care subliniază „inadmisibilitatea dobândirii de teritorii prin război” și solicită Israelului să se retragă din teritoriile ocupate în schimbul normalizării relațiilor cu statele arabe, așa numitul „teren pentru pace”, care este pentru Israel o rezoluție inechitabilă - nu au dat rezultate.

## Demografie
Densitatea maximă a populației se înregistrează în arealul Tel Aviv–Yafo (peste 6.500 de locuitori pe km²), în zona Ierusalim–Ramallah și Haifa (cca. 1.000 de locuitori pe km²). Zonele cele mai slab populate sunt regiunea deșertului Negev (sub 1 locuitor pe km²).
Populația Israelului este considerată tânără în comparație cu populațiile altor țări occidentale. În 2015, 27,83% din populație avea între 0 și 14 ani, în timp ce doar 11,24% erau mai în vârstă de 65 de ani. Un studiu publicat de Organizația Mondială a Sănătății în revista medicală Lancet plasa Israelul pe locul șase din 188 de țări în ceea ce privește speranța de viață. Speranța de viață în 2014 era de 80,2 ani pentru bărbați și de 84 de ani pentru femei. Această speranță de viață continuă un trend ascendent al ultimului deceniu, iar speranța de viață în Israel este mai mare decât media OCDE.
Potrivit unui raport din august 2014 realizat de Centrul Taub pentru Studii de Politică Socială, Israelul are cea mai mare rată a natalității dintre țările dezvoltate, de trei copii pe femeie versus o medie de 1,7 copii pe femeie în alte țări dezvoltate. În timp ce datele Biroului Central de Statistică arată că haredim (ultra-ortodocșii) și arabii israelieni au rate deosebit de mari ale natalității, femeile evreice seculare tind, de asemenea, să aibă mai mulți copii decât femeile din alte țări dezvoltate. Rata mare a natalității este stimulată de politicile guvernamentale de încurajare a fecundității. Israelul este singura țară din lume care oferă fertilizare in vitro în esență gratuită pentru femei, pentru până la doi copii, precum și beneficii pentru copii aproape universale. Mai mult, Israelul oferă un mediu relativ favorabil pentru mamele care lucrează, având drept efect rate mari de angajare în rândul mamelor israeliene cu vârsta cuprinsă între 25 și 44 de ani.

### Grupuri etnice
Evrei (74,8%)
     Arabi (20,8%)
     Alții (creștini non-arabi, Bahá'í etc.) (4,4%)
     Ebraica este majoritară (>50%).
     Ebraica este minoritar semnificativă (50%).
     Araba este majoritar semnificativă (>75%).
     Ebraica nu este folosită deloc.

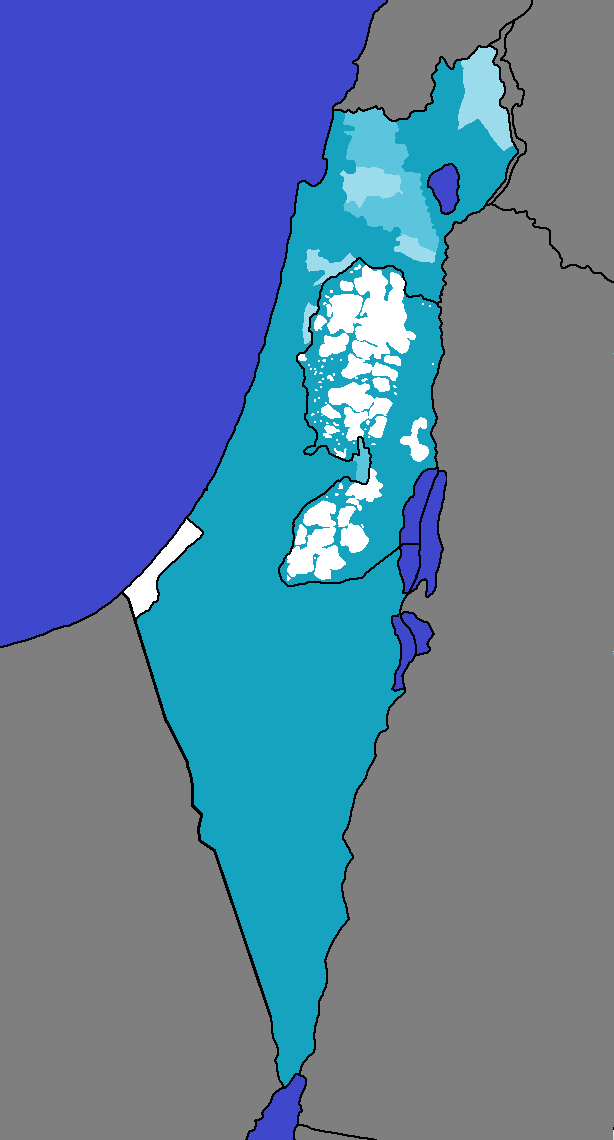
Folosirea limbii ebraice în Israel și zonele A, B și C
Ebraica este majoritară (>50%).
Ebraica este minoritar semnificativă (50%).
Araba este majoritar semnificativă (>75%).
Ebraica nu este folosită deloc.

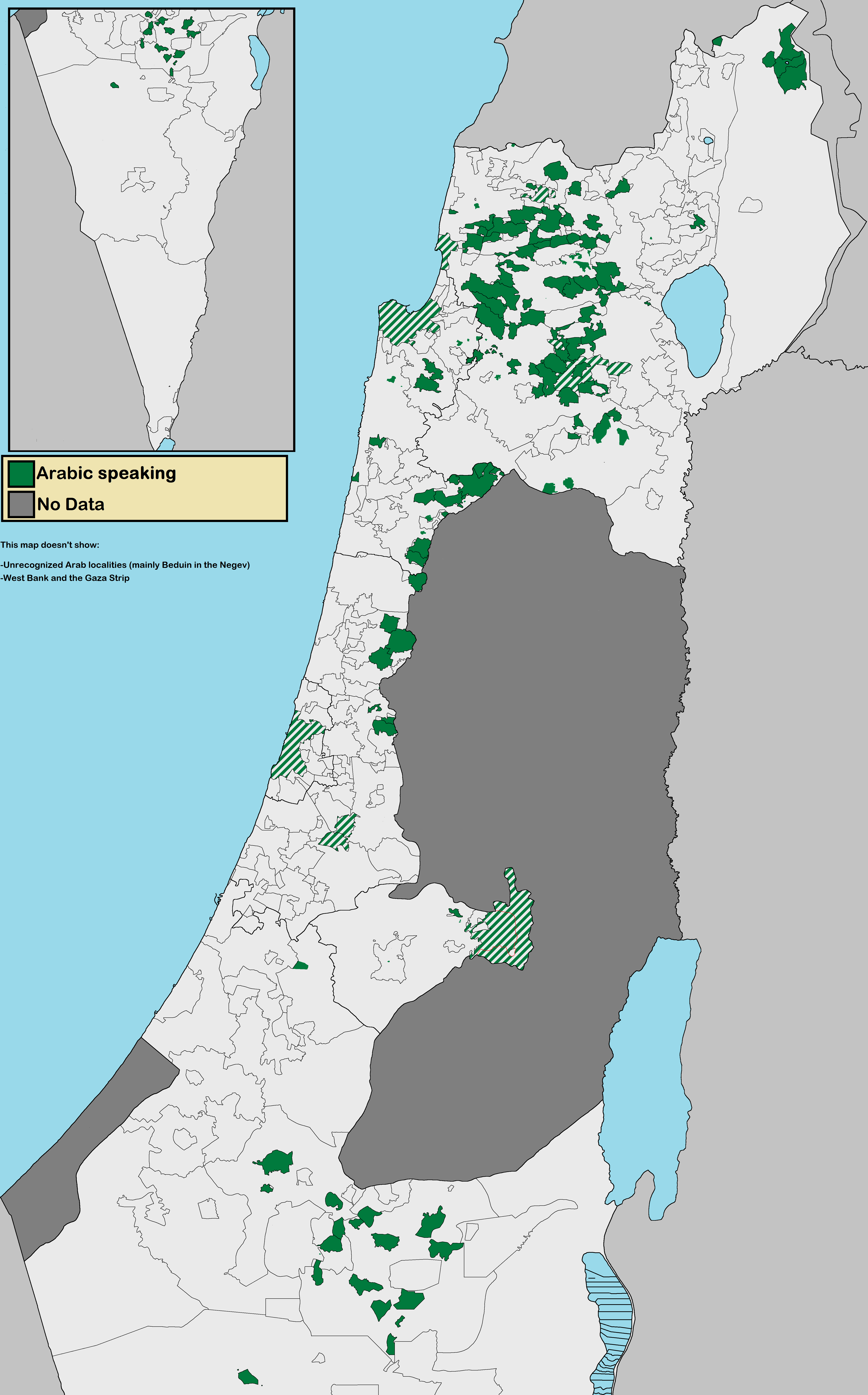
Harta localităților vorbitoare de arabă. Dungile reprezintă orașe mixte (prin lege, cel puțin 2% arabi într-un oraș majoritar evreu).

Evreii și arabii formează aproape întreaga populație, alte minorități fiind imigranții de origine evreiască care nu sunt recunoscuți ca evrei de către establishmentul rabinic și drept consecință, nici de serviciul populației al ministerului de interne, druzii (din care o parte se considera arabi), cerkezii, armenii, romii etc.    
Evreii din Israel cuprind o majoritate de „nativi” – născuți în țară, porecliți în limbajul curent sabra (în română „sabri”, în ebraică „tzabarim”), restul fiind imigranți născuți în străinătate și stabiliți, la diferite vârste, în Israel. Aproximativ 75% din populația evreiască sunt „sabri” și mai mult de jumătate sunt a doua generație în țară, comparativ cu doar 35% în 1948. Din cei 14,3 milioane de evrei din lume, 43% locuiesc în Israel.
Diviziunea tradițională a evreilor în Ashkenazim (central- și est-europeni) și Sefaradim în sensul larg, care include și Comunitatile din Orient (Adot Hamizrah) în sensul(evrei iberici și descendenții lor) este încă recunoscută oficial în alegerea celor doi rabini șefi, câte unul pentru fiecare comunitate. O diviziunea semnificativă, care coincide în mare parte cu cea menționată înainte, ar fi cea dintre occidentali, și orientali (în ebraică mizrahim, numiți și sefarzi - sefaradim in sensul extins al termenului, după variația ritului religios). Evrei occidentali sunt de fapt și evreii sefarzi urmași ai evreilor iberici veniți din Europa, precum evreii din Bulgaria. O parte din evreii orientali se consideră adesea defavorizați din punct de vedere educațional, economic și social în comparație cu occidentalii.
Aproximativ 1,8 milioane de persoane, cuprinzând cca. 24% din populația Israelului, nu sunt evrei. Populația non-evreiască minoritară este în mare parte vorbitoare de arabă, însă minoritățile Israelului sunt împărțite în mai multe grupuri religioase și includ o serie de grupuri naționale mici non-arabe, cum ar fi armenii și circasienii.

### Limbi

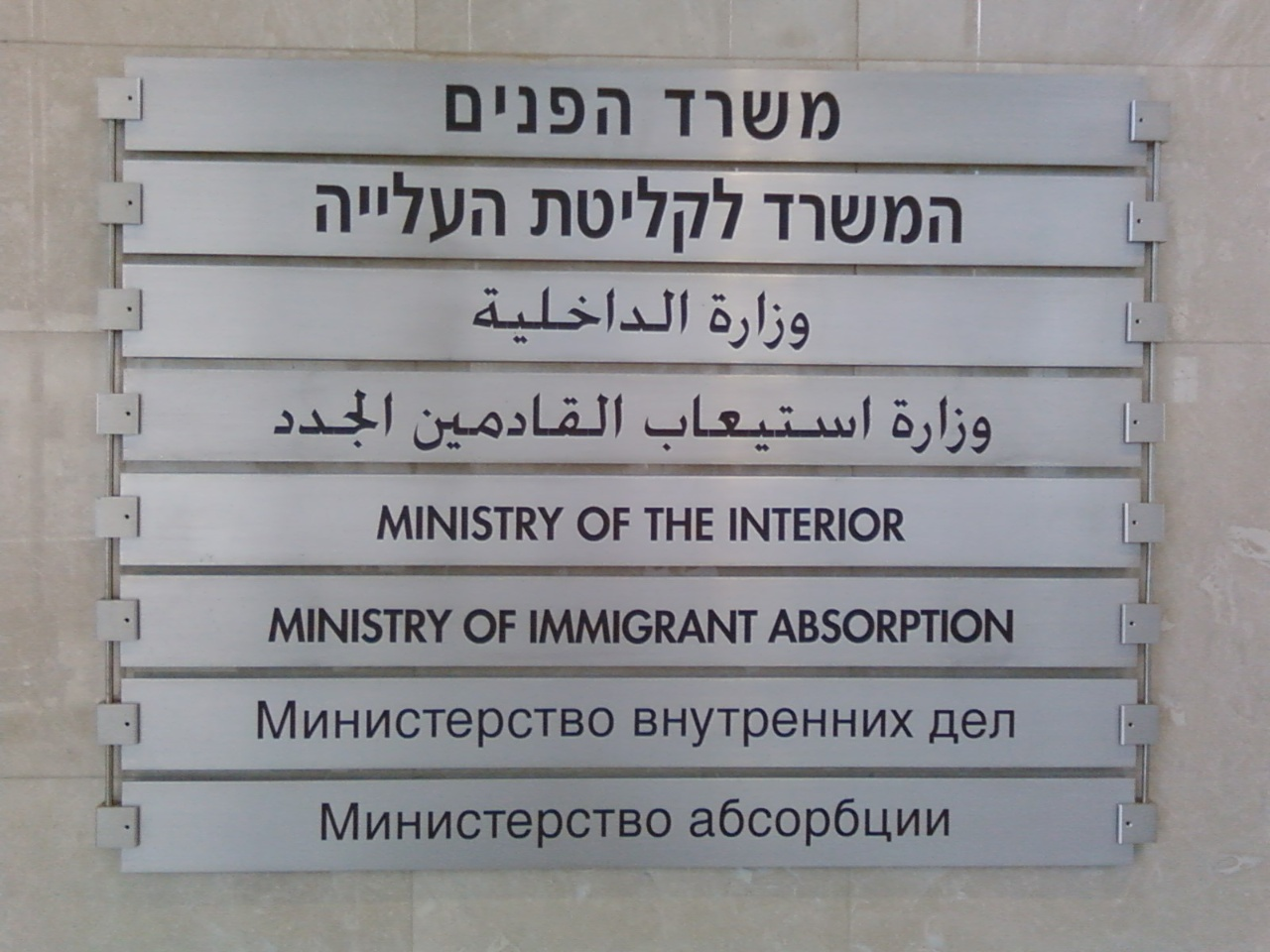
Plăcuță multilingvă pe clădirea Ministerului pentru Absorbția Imigranților din Haifa. De sus până jos: ebraică, arabă, engleză și rusă. Engleza și rusa sunt cele mai populare limbi neoficiale din Israel.

Populația israeliană este o comunitate lingvistică și culturală diversă. Cea de-a 19-a ediție a Ethnologue enumeră 35 de limbi și dialecte vorbite în comunitățile locale.
Israelul are două limbi oficiale: ebraică și arabă. Ebraica este limba principală a statului și este vorbită de majoritatea populației, iar limba arabă – în varianta palestiniană – este vorbită curent de minoritatea arabă, precum și, în graiuri și dialecte din diverse țări arabe, ca limbă secundară, de către imigranți evrei, mai ales vârstnici, originari din aceste țări. Începând cu 2008, cetățenii israelieni arabi au ajuns să reprezinte 20% din populație. Mulți israelieni vorbesc destul de bine în limba engleză, care a fost și limba oficială a țării în timpul regimului colonial al mandatului britanic în Palestina între anii 1918–1948. Engleza este cerută ca a doua limbă în școli și în universități. În capitalele turismului, Ierusalim, Tel Aviv și Eilat, engleza este vorbită la scară largă. Ra'anana, Kfar Saba, Modi'in, Ramat Beit Șemeș etc. au mari comunități vorbitoare de engleză. Fiind o țară de imigranți, sunt încă mult uzitate limbile ultimelor mari valuri de imigrație din anii 1970–2000, ca rusa și amharica
Un sondaj social realizat în 2011 pe israelienii de peste 20 de ani relevă că 49% dintre aceștia folosesc ebraica ca limbă maternă, 18% araba, 15% rusa, 2% idiș, 2% franceza, 2% engleza, 1,6% spaniola și 10% alte limbi (inclusiv româna, germana și amharica).

### Religii
| Religii în Israel (2015) | Religii în Israel (2015) | Religii în Israel (2015) | Religii în Israel (2015) | Religii în Israel (2015) |
| ------------------------ | ------------------------ | ------------------------ | ------------------------ | ------------------------ |
|                          |                          |                          |                          |                          |
| Mozaici                  | Mozaici                  |                          | 74.8%                    | 74.8%                    |
| Musulmani                | Musulmani                |                          | 17.6%                    | 17.6%                    |
| Creștini                 | Creștini                 |                          | 2%                       | 2%                       |
| Druzi                    | Druzi                    |                          | 1.6%                     | 1.6%                     |
| Alții                    | Alții                    |                          | 4%                       | 4%                       |

Evreii practică iudaismul, care include o diversitate de manifestări religioase. În Israel, 7% dintre evrei sunt ultra-ortodocși (cunoscuți în ebraică drept Haredi). Ortodocșii reprezintă 15% din evreii israelieni, în timp ce evreii „tradiționali” reprezintă 32%. De departe, cel mai mare segment de evrei din Israel sunt cei care se identifică ca fiind seculari.
Populația arabă din Israel este alcătuită în majoritatea din musulmani, o minoritate sunt creștini, iar altă minoritate sunt druzi. Cel mai numeros dintre aceste grupuri este cel al musulmanilor sunniți (cel mai mare cult al islamului la nivel global), reprezentând 1,2 milioane de cetățeni israelieni, care locuiesc în principal în nordul Israelului. Arabii beduini (de asemenea sunniți) sunt în număr de 250.000 și aparțin de 30 de triburi. Beduinii au fost în mare parte nomazi si trec printr-un proces de sedentarizare. Ei pot fi întâlniți în sudul țării, mai ales în regiunea deșertului Negev, dar și în Galileea și Iudeea.
Populația arabă creștină este alcătuită din 123.000 de oameni care vin în majoritate din cultele greco-catolice, ortodoxe sau romano-catolice.
Druzii numără 122.000 de adepți în Israel. Ca parte a religiei lor, druzii sunt loiali țării în care locuiesc. Ca rezultat al acestui principiu, bărbații druzi intră în armată, la fel ca vecinii lor evrei, la vârsta de 18 ani. Alte minorități arabe nu-și trimit bărbații în armată și sunt scutiți de serviciul național, deși unii se înrolează voluntar. În ciuda populației lor mici, au existat numeroși membri proeminenți ai comunității druze, inclusiv membri ai Knessetului, scriitori și personalități TV.
O altă minoritate notabilă sunt cerchezii. Nici arabi, nici evrei, cerchezii sunt musulmani sunniți și numără 4.000 de oameni. Acest grup minoritar s-a stabilit în Israel, după ce Rusia țaristă i-a expulzat din Caucaz, patria lor tradițională. La sfârșitul anilor 1870 au înființat două orașe în Galileea – Kfar Kama în 1876 și Rehaniya în 1878 – unde continuă să locuiască. La fel ca druzii, cerchezii își trimit bărbații tineri să servească în Forțele de Apărare ale Israelului.

### Orașe
În scopuri statistice, țara este împărțită în patru zone metropolitane: zona metropolitană Tel Aviv (3.713.200 de locuitori), zona metropolitană Ierusalim (1.194.400 de locuitori), zona metropolitană Haifa (902.800 de locuitori) și zona metropolitană Beer Șeva (361.400 de locuitori). Cea mai mare municipalitate a Israelului, atât ca populație, cât și după suprafață, este Ierusalimul, cu 865.721 de locuitori într-o zonă de 126 km². Statisticile guvernului israelian asupra Ierusalimului includ populația și suprafața din Ierusalimul de Est, care este recunoscut de multe țări ca făcând parte din teritoriilor palestiniene aflate sub ocupație israeliană. Tel Aviv, Haifa și Rișon Le-Țion sunt următoarele orașe ca populație ale Israelului, având 432.892, 278.903, respectiv 243.973 de locuitori.
Israelul are 14 orașe cu o populație mai mare de 100.000 de locuitori. În total, 76 de municipalități israeliene au primit statutul de „oraș” din partea Ministerului Afacerilor Interne. Două alte orașe sunt planificate: Kasif, plănuit a se construi în Negev ca o soluție la lipsa de locuințe cu care se confruntă populația ultra-ortodoxă, respectiv Hariș, inițial un oraș mic, în prezent extins pentru a găzdui o populație de 100.000 de locuitori.

### Imigrația în Israel
Între 1990 și 1994, imigrația evreilor din fosta URSS și a familiilor lor a crescut populația Israelului cu mai mult de 12%. Circa 300.000 de imigranți sunt considerați „ne-evrei” pentru că, în interpretarea iudaică ortodoxă, doar copiii din mame evreice sunt evrei. În urma războaelor din zonele respective, Israelul a primit refugiați din sudul Vietnamului și din Bosnia. De asemenea, mai există și comunități creștine protestante și neo-protestante din Germania, Finlanda etc., precum și o comunitate mică de afro-americani veniți din Statele Unite și trecuți la iudaism. În ultimul deceniu, un mic număr de persoane din țări europene (România, Rusia, Ucraina etc.), din Filipine, Thailanda, China, din Africa și America de Sud care au venit la lucru și s-au stabilit în Israel de obicei, în urma unor legături de căsătorie. În primul deceniu al secolului al XXI-lea au intrat în Israel multe mii de refugiați legali și ilegali, mai ales din Sudan, Sudanul de Sud și Eritreea.
În Israel trăiesc circa 130.000 de evrei români. La acest număr se adăugă și urmașii familiilor originare din România, care mai au cunoștințe de limba română, astfel încât se poate vorbi de un număr de cca. 350.000 de oameni. Majoritatea evreilor din România, cca. 350.000–400.000, care au rămas în viață după al Doilea Război Mondial, au emigrat în mai multe valuri în Israel.

## Educație

### Universități
În anul universitar 2013–2014, 66 de instituții de învățământ superior funcționau pe întreg teritoriul Israelului: șapte universități de cercetare, Universitatea Deschisă din Israel, 37 de colegii academice (dintre care 21 sunt bugetate de Comitetul de planificare și bugetare și 16 sunt colegii fără finanțare publică) și 21 de colegii academice de educare (colegii de formare a cadrelor didactice). Potrivit estimărilor Comitetului, în anul universitar 2013–2014, 308.335 de studenți urmau cursurile oricăror dintre instituțiile menționate mai sus. Dintre aceștia, 236.770 erau licențiați, 59.700 erau masteranzi, 10.650 erau doctoranzi și 1.215 studiau pentru o diplomă.
| Institut                                   | Site               | Data deschiderii | Studenți      | Evaluări internaționale | Evaluări internaționale | Evaluări internaționale | Evaluări internaționale |
| Institut                                   | Site               | Data deschiderii | Studenți      | Webometrics             | SJTU                    | QS                      | THE                     |
| ------------------------------------------ | ------------------ | ---------------- | ------------- | ----------------------- | ----------------------- | ----------------------- | ----------------------- |
| Technion - Institutul Politehnic din Haifa | www.technion.ac.il | 11 aprilie 1912  | 13.926 (2015) | 266                     | 83                      | 213                     | 301–350                 |
| Universitatea Ebraică din Ierusalim        | new.huji.ac.il     | 24 iulie 1918    | 23.500 (2017) | 179                     | 77                      | 148                     | 186                     |
| Institutul de Științe Weizmann             | www.weizmann.ac.il | 1934             | 1.000 (2011)  | 268                     | 83                      | N/C                     | N/C                     |
| Universitatea Bar-Ilan                     | www1.biu.ac.il     | 1955             | 26.367 (2010) | 519                     | 301-400                 | 601–650                 | 401–500                 |
| Universitatea din Tel Aviv                 | english.tau.ac.il  | 1956             | 30.000 (2013) | 159                     | 151–200                 | 212                     | 201–250                 |
| Universitatea din Haifa                    | www.haifa.ac.il    | 1963             |               | 530                     | 501-600                 | 651–700                 | 601-800                 |
| Universitatea Ben-Gurion din Negev         | in.bgu.ac.il       | 1969             | 19.523 (2013) | 437                     | 401–500                 | 320                     | 501–600                 |
| Universitatea Deschisă din Israel          | www.openu.ac.il    | 1974             | 43.511 (2014) | 1839                    | N/C                     | N/C                     | N/C                     |
| Universitatea Ariel din Samaria            | www.ariel.ac.il    | 1982             | 15.000 (2016) | 2169                    | 801-900                 | N/C                     | N/C                     |

|                                       | 1996–1997 | 2001–2002 | 2006–2007 | 2012–2013 |
| ------------------------------------- | --------- | --------- | --------- | --------- |
| Total – cifre absolute                | 101.230   | 137.640   | 163.300   | 190.810   |
| Total – procente                      | 100%      | 100%      | 100%      | 100%      |
| Științe umaniste                      | 18,5%     | 11,7%     | 9,5%      | 7,5%      |
| Educația și formarea profesorilor     | 16,1%     | 16,5%     | 14,4%     | 13,9%     |
| Arte și design                        | –         | 2,3%      | 2,8%      | 2,8%      |
| Științe sociale                       | 23,5%     | 19,4%     | 21,9%     | 21,4%     |
| Afaceri și management                 | 6,7%      | 6%        | 8,8%      | 12,2%     |
| Drept                                 | 6%        | 7,5%      | 9,4%      | 8,5%      |
| Medicină                              | 1,1%      | 0,9%      | 0,9%      | 0,9%      |
| Profesii para-medicale                | 3,6%      | 4,1%      | 4,7%      | 5,1%      |
| Matematică, statistică și informatică | 7,5%      | 8,3%      | 4,7%      | 5,7%      |
| Științe fizice                        | 1,6%      | 1,8%      | 1,8%      | 1,2%      |
| Științe biologice                     | 2,2%      | 3,1%      | 3,2%      | 2,6%      |
| Agricultură                           | 0,6%      | 0,5%      | 0,5%      | 0,6%      |
| Inginerie și arhitectură              | 12,5%     | 17,9%     | 17,5%     | 17,6%     |

### Știință
Premii Nobel
Cel puțin 197 de evrei și persoane cu jumătate sau trei sferturi ascendență evreiască au fost distinși cu Premiul Nobel, reprezentând 22% din toți laureații de pe mapamond între 1901 și 2016:
- chimie (36 de laureați, 21% din totalul mondial);
- economie (30 de laureați, 38% din totalul mondial);
- literatură (15 laureați, 13% din totalul mondial);
- pace (9 laureați, 9% din totalul mondial);
- fizică (52 laureați, 26% din totalul mondial);
- fiziologie sau medicină (55 laureați, 26% din totalul mondial).

Luând în considerare persoanele născute între granițele actuale ale Statului Israel, șase israelieni au fost distinși până în prezent cu Premiul Nobel. La aceștia se adaugă alți șase cetățeni israelieni născuți în alte țări decât Israel:
- Shmuel Yosef Agnon (născut în Ucraina), 1966, literatură;[201]
- Menachem Begin (născut în Belarus), 1979, pace (împreună cu Anwar Sadat);[202]
- Yitzhak Rabin, 1994, pace (împreună cu Shimon Peres – cetățean israelian născut în Belarus – și Yasser Arafat);[202]
- Daniel Kahneman, 2002, economie;[203]
- Aaron Ciechanover, 2004, chimie (împreună cu Avram Hershko – cetățean israelian născut în Ungaria – și Irwin Rose);[204]
- Robert Aumann (născut în Germania), 2005, economie;[203]
- Ada Yonath, 2009, chimie;[204]
- Dan Shechtman, 2011, chimie;[204]
- Arieh Warshel, 2013, chimie (împreună cu Michael Levitt – cetățean israelian născut în Africa de Sud – și Martin Karplus).[204]

Medalii Fields
Deoarece nu se acordă Premiul Nobel pentru matematică, premiul corespondent este Medalia Fields:
- Elon Lindenstrauss, 2010[205]

Premii Saharov
- Nurit Peled-Elhanan, 2001[206]

## Economie
Israelul are o economie modernă și diversificată, fiind unul dintre statele dezvoltate. Lipsit de resurse naturale, Israelul ocupă un loc de frunte – pe cap de locuitor – în dezvoltarea de tehnologii avansate și de patente. Peste 75% din totalul industriei israeliene o reprezintă tehnologia înaltă și medie, Israelul fiind supranumit „cel de-al doilea Silicon Valley” sau „centrul global pentru design, cercetare și dezvoltare în domeniul tehnologiilor avansate (înalte)”, cu 3 mild. $ investiții de risc (startups), reprezentând valoarea cea mai mare pe cap de locuitor la nivel mondial. O explicație poate fi și alocarea de fonduri pentru cercetare, Israelul alocând în 2010 4,86% din PIB pentru Research & Development (R&D). Israelul găzduiește 18 business hub-uri, circa 300 de centre multinaționale de R&D, peste 50 de acceleratoare și nu mai puțin de 100 de fonduri de venture capital. Primul centru de R&D al Apple din afara SUA a fost deschis la Herzliya în 2012, iar astăzi este al doilea ca mărime în lume.
Israelul are mai multe companii listate la NASDAQ decât orice altă țară care are companii listate în SUA și a avut în ultimii ani o creștere economică mult peste media economiilor dezvoltate.
Dispunând de o mână de lucru de înaltă calificare, Israelul și-a dezvoltat industriile de vârf: aeronautică, informatică, electronică. Un sector foarte important îl constituie prelucrarea diamantelor – locul I pe glob.
Competitivitatea sa economică se bazează pe protecția severă a dreptului de proprietate și pe un nivel redus de corupție. Creșterea economică susținută anuală s-a situat în jurul a 5% în perioada 2004–2007, iar 2009 a fost singurul an de criză, când a avut o creștere de doar 0,8%, după stagnarea și creșterea de doar 4% din 2008, iar creșterea a revenit în 2010 cu 4,5%.

### Resurse naturale
Resursele naturale sunt foarte reduse, mai importante fiind rezervele de fosfați și săruri de potasiu. În anii 2000, în spațiul maritim al Israelului în dreptul coastei mediteraneene s-au descoperit importante rezerve subacvatice de gaze naturale.

### Industrie
Principalele industrii sunt cea alimentară, a diamantelor (exporturile de diamante șlefuite reprezintă 23% din total), textilă, chimică, a bunurilor electrice și electronice și a echipamentelor militare. Israelul și-a lansat primul satelit de comunicații în 1988 și este una dintre puținele națiuni „spațiale” ale lumii. Industriile grele sunt concentrate la Haifa și Tel Aviv.

### Agricultură
Deși dispune de terenuri agricole reduse, mai mult de jumătate din suprafața țării fiind deșertică, iar clima și lipsa de resurse suficiente de apă o defavorizează, puțin peste 20% din terenuri fiind arabile în mod natural, agricultura israeliană are un înalt randament datorită mecanizării și irigațiilor. Ponderea ei în economia statului era de 1,7% (din PIB) în 2011. Producția agricolă anuală însumează 30 de miliarde de șekeli noi (2013), sumă din care circa 60% este reprezentată de culturile vegetale, iar 40% de creșterea animalelor și produsele animale. Produsele agricole principale sunt citricele, măslinele, vița de vie și cerealele. Se cresc intensiv păsări și bovine.
În vreme ce forța de muncă în agricultură este de numai 3,7% din forța totală de muncă, Israelul își suplinește 95% din necesitățile de alimente, inclusiv totalitatea necesităților de legume, fructe, lapte, carne de pasăre și ouă. În schimb, Israelul necesită importuri de cereale, carne de vită, zahăr, semințe oleaginoase, cafea, cacao etc. Israelul este un mare exportator de produse agricole proaspete și un stat avansat în invenția de tehnologii agricole. Agricultura furnizează 3,6% din exporturi.

### Transporturi
Israelul are 19,224 km șosele asfaltate (2017), din care 409 km autostrăzi rapide și 3,368 km autoastrăzi principale  și 3 milioane de autovehicole. Numărul de autovehicole raportat la 1000 locuitori este 365 (2017), relativ redus față de alte state dezvoltate. Tara poseda 5,715 autobuze care funcționează pe rute stabilite, operate de mai multe companii, cea mai mare și mai veche fiind cooperativa Egged, care deservește cea mai mare parte din teritoriu. Rețeaua de căi ferate are 1,277 km (2017), și este operată numai de compania de stat pentru căi ferate. Ecartamentul feroviar este de 1435 mm. Spre deosebire de circulația pe șosele care se face pe partea dreaptă, pe căile ferate din Israel trenurile se deplasează pe stânga. În urma investițiilor din mijlocul anilor 1990, a crescut numărul pasagerilor trenurilor pe an de la 2 milioane în 1990 la 53 milioane în 2015. În 2015 trenurile transportau și 7,5 milioane tone de mărfuri pe an. În anul 2013 funcționau in Israel 47 aeroporturi, din care 29 cu piste asfaltate și 18 neasfaltate. De asemenea funcționau trei heliporturi. Israelul este deservit de două aeroporturi internaționale - Aeroportul Ben Gurion aflat la Lod, lângă Tel Aviv, și Aeroportul Ramon de lângă portul Eilat de la Marea Roșie.În 2015 prin aeroportul Ben Gurion au trecut 15 milioane de pasageri. Principala companie de zbor israeliană este El Al înființată în 1948, dar privatizată în ultimele decenii. Porturile Israelului sunt: portul Haifa, cel mai vechi si cel mai mare, portul Ashdod, amândouă la Marea Mediterană, și portul Eilat la Marea Roșie, folosit mai ales pentru transporturile spre țările din Asia de Sud și de Vest. Portul Haifa este privatizat din anul 2007.

## Cultură
Teritoriul Statului Israel și regiunile limitrofe au reprezentat de-a lungul istoriei un important nucleu de civilizație, cultură și istorie. Aici a apărut unul dintre cele mai vechi orașe din lume, Ierihon. Deoarece poporul evreu are o legătură foarte strânsă cu întâmplări și personaje din Biblie, există în Israel numeroase locuri care amintesc de acestea.
| Dată      | Dată în calendarul gregorian (2017) | Nume                   | Nume local                   |
| --------- | ----------------------------------- | ---------------------- | ---------------------------- |
| 14 Adar   | 12 martie                           | Purim                  | פורים Purim                  |
| 10 Nisan  | 6 aprilie                           | Ziua imigrării         | יום העלייה Yom HaAliyah      |
| 15 Nisan  | 11 aprilie                          | Paștele evreiesc       | פסח Pesach                   |
| 6 Iyar    | 2 mai                               | Ziua independenței     | יום העצמאות Yom HaAtzmaut    |
| 28 Iyar   | 24 mai                              | Ziua Ierusalimului     | יום ירושלים Yom Yerushalayim |
| 6 Sivan   | 31 mai                              | Rusaliile              | שבועות Shavuot               |
| 9 Av      | 1 august                            | Tisha B'Av             | תשעה באב Tisha B'Av          |
| 1 Tishri  | 21 septembrie                       | Anul nou evreiesc      | ראש השנה Rosh Hashanah       |
| 10 Tishri | 30 septembrie                       | Ziua ispășirii         | יום כיפור Yom Kippur         |
| 15 Tishri | 5 octombrie                         | Sărbătoarea corturilor | סוכות Sukkot                 |
| 22 Tishri | 12 octombrie                        | Adunarea zilei a opta  | שמיני עצרת Shemini Atzeret   |
| 25 Kislev | 13 decembrie                        | Sărbătoarea luminilor  | חנוכה Hanukkah               |